# Tercera batalla de Ypres
La tercera batalla de Ypres o batalla de Passchendaele fue una batalla de la Primera Guerra Mundial, que enfrentó a los británicos y sus aliados contra el Imperio alemán. La batalla tuvo lugar en el frente occidental, entre junio y noviembre de 1917, por el control de las carreteras al sur y al este de la ciudad belga de Ypres, en Flandes Occidental, como parte de una estrategia decidida por los aliados en varias conferencias celebradas en noviembre de 1916 y mayo de 1917. Passchendaele se encontraba en la última cresta al este de Ypres, a 8 km de Roulers controlado por los alemanes (ahora Roeselare) del cruce de Brujas al ferrocarril de Cortrique, la principal ruta de suministro del 4.º Ejército alemán. La siguiente etapa fue un avance a una línea desde Thourout (ahora Torhout) hasta Couckelaere (ahora Koekelare).
Otras operaciones y un ataque de apoyo británico a lo largo de la costa belga desde Nieuwpoort, combinados con un desembarco anfibio (Operación Silencio), habrían llegado a Brujas y luego a la frontera holandesa. La resistencia del 4.º Ejército, el clima inusualmente húmedo, el inicio del invierno y el desvío de recursos británicos y franceses a Italia, luego de la victoria austro-alemana en la batalla de Caporetto (24 de octubre - 19 de noviembre), permitieron a los alemanes evitar una retirada general, que parecía inevitable a principios de octubre. La campaña terminó en noviembre, cuando el Cuerpo Canadiense capturó Passchendaele, aparte de los ataques locales en diciembre y principios del año nuevo. La Batalla de Lys (Cuarta Batalla de Ypres) y la Quinta Batalla de Ypres de 1918, se libraron antes de que los Aliados ocuparan la costa belga y llegaran a la frontera holandesa.
La campaña en Flandes fue controvertida en 1917 y siguió siéndolo. El primer ministro británico, David Lloyd George, se opuso a la ofensiva, al igual que el general Ferdinand Foch, el jefe del Estado Mayor francés. El mariscal de campo Sir Douglas Haig, al mando de la Fuerza Expedicionaria Británica (BEF), no recibió la aprobación de la operación de Flandes del Gabinete de Guerra hasta el 25 de julio. Los asuntos de disputa de los participantes, escritores e historiadores desde 1917 incluyen la sabiduría de seguir una estrategia ofensiva a raíz de la Ofensiva de Nivelle, en lugar de esperar la llegada de la Fuerza Expedicionaria Estadounidense (AEF) en Francia.
La elección de Flandes, su clima, la selección del general Hubert Gough y el 5.º Ejército para llevar a cabo la ofensiva, los debates sobre la naturaleza del ataque inicial y entre los defensores de objetivos superficiales y profundos, siguen siendo controvertidos. El tiempo transcurrido entre la Batalla de Messines (7–14 de junio) y el primer ataque aliado (la batalla de Pilckem Ridge, 31 de julio), la medida en que los problemas internos de los ejércitos franceses influyeron en los británicos, el efecto del clima excepcional, también se debate la decisión de continuar la ofensiva en octubre y los costos humanos de la campaña.

## Contexto y antecedentes

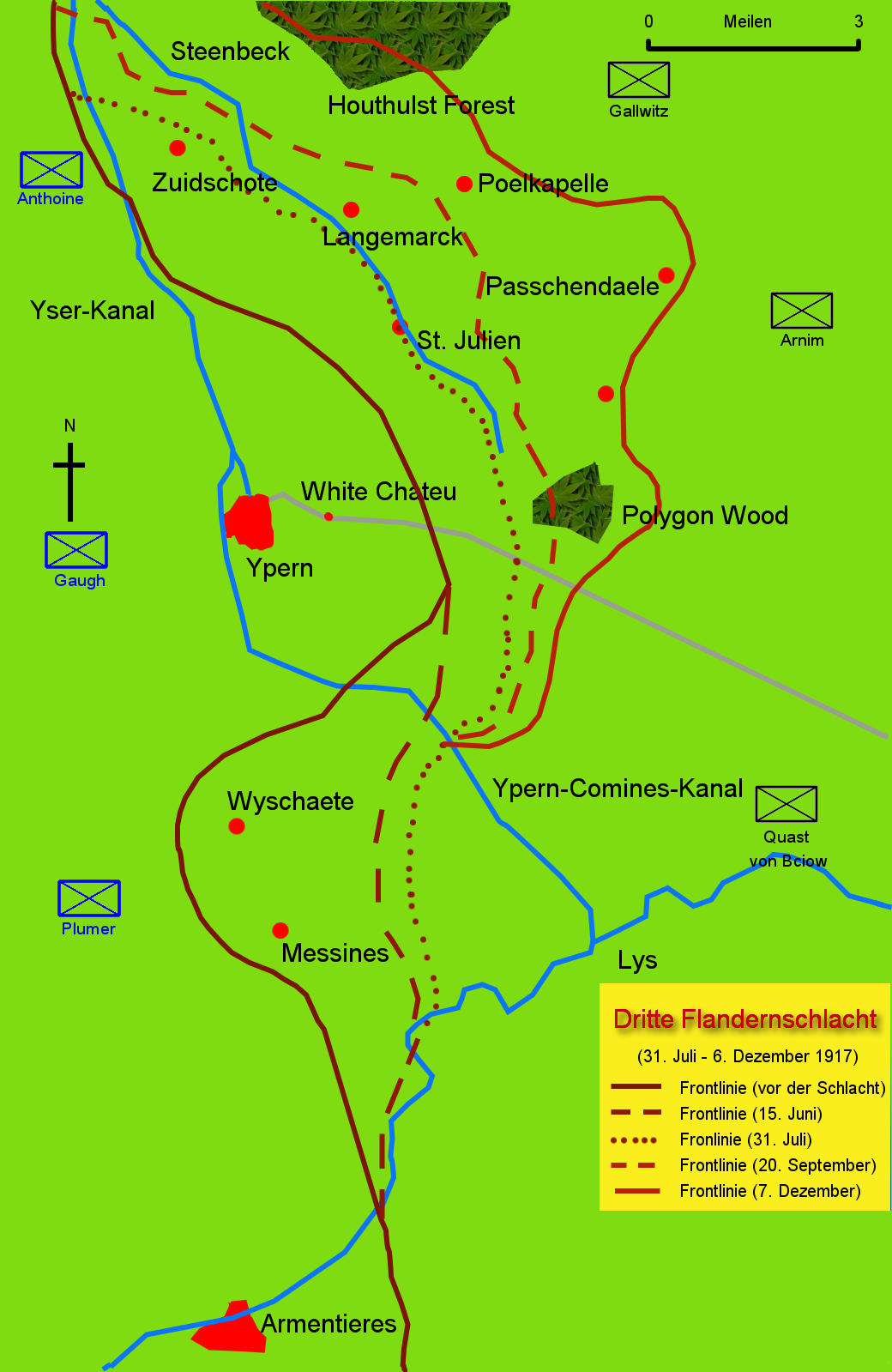
Cambio de Líneas de Frontera durante la Tercera guerra de Ypres (Desde el 31 de julio al 6 de diciembre de 1917

### Flandes

#### 1914
Bélgica había sido reconocida en el Tratado de Londres (1839) como un estado soberano y neutral después de la secesión de las provincias del sur de los Países Bajos en 1830. La invasión alemana de Bélgica el 4 de agosto de 1914, en violación del artículo VII del tratado, fue el casus belli británico contra Alemania. Las operaciones militares británicas en Bélgica comenzaron con la llegada de la Fuerza Expedicionaria Británica (BEF) a Mons el 22 de agosto. Las operaciones en Flandes comenzaron durante la Carrera al mar, intentos recíprocos de los ejércitos francés y alemán para girar el flanco norte de sus oponentes, a través de Picardía, Artois y Flandes. El 10 de octubre, el Teniente General Erich von Falkenhayn, Jefe de Estado Mayor de la Oberste Heeresleitung (OHL, comando supremo del ejército), ordenó un ataque hacia Dunkerque y Calais, seguido de un giro hacia el sur detrás de los ejércitos aliados, para obtener una victoria decisiva. El 16 de octubre, los refuerzos belgas y franceses comenzaron la defensa del oeste de Bélgica y los puertos del Canal francés, en la Batalla del Yser. Cuando la ofensiva alemana falló, Falkenhayn ordenó la captura de Ypres para obtener una ventaja local. Para el 18 de noviembre, la Primera batalla de Ypres también terminó en un fracaso, a un costo de 160 000 bajas alemanas. En diciembre de 1914, el Almirantazgo británico inició conversaciones con la Oficina de Guerra para una operación combinada para volver a ocupar la costa belga, pero se vio obligado a cumplir con la estrategia francesa y participar en las ofensivas más al sur.

#### 1915
Las grandes operaciones ofensivas británicas en Flandes no fueron posibles en 1915, debido a la falta de recursos. Los alemanes llevaron a cabo su propia ofensiva de Flandes en la Segunda batalla de Ypres (22 de abril - 15 de mayo de 1915), haciendo que la defensa de Ypres fuera más costosa de defender. Sir Douglas Haig sucedió a Sir John French como Comandante en Jefe del BEF el 19 de diciembre de 1915. Una semana después de su nombramiento, Haig se reunió con el vicealmirante sir Reginald Bacon, quien enfatizó la importancia de obtener el control de la costa belga para finalizar La amenaza planteada por los submarinos alemanes. Haig era escéptico de una operación costera, creyendo que un aterrizaje desde el mar sería mucho más difícil de lo previsto y que un avance a lo largo de la costa requeriría tanta preparación, que los alemanes tendrían una amplia advertencia. Haig prefirió un avance desde Ypres, para evitar el área inundada alrededor del Yser y la costa, antes de intentar un ataque costero para despejar la costa hasta la frontera holandesa.

#### 1916
Las operaciones menores tuvieron lugar en el saliente de Ypres en 1916; algunas fueron iniciativas alemanas para distraer a los Aliados de los preparativos para la ofensiva en Verdún y luego intentos de desviar los recursos aliados de la Batalla del Somme. Los británicos comenzaron otras operaciones para recuperar territorio o desalojar a los alemanes del terreno que dominaba sus posiciones. Los compromisos tuvieron lugar el 12 de febrero en Boesinghe y el 14 de febrero en Hooge y Sanctuary Wood. Hubo acciones del 14 al 15 de febrero y del 1 al 4 de marzo en The Bluff, del 27 de marzo al 16 de abril en los cráteres de St Eloi y la batalla de Mont Sorrel del 2 al 13 de junio. En enero de 1917, el Segundo Ejército (General Herbert Plumer) con los cuerpos II Anzac, IX, X y VIII, ocupó el Frente Occidental en Flandes desde Laventie a Boesinghe, con once divisiones y hasta dos en reserva. Hubo muchos morteros de zanjas, minería y asaltos por ambos lados y, de enero a mayo, el 2.º Ejército tuvo 20 000 bajas. En mayo, los refuerzos comenzaron a llegar a Flandes desde el sur; la sede del II Cuerpo y 17 divisiones habían llegado a finales de mes.
En enero de 1916, Plumer comenzó a planear ofensivas contra la cresta de Messines, Lille y el bosque de Houthulst. Al general Henry Rawlinson también se le ordenó planear un ataque del saliente de Ypres el 4 de febrero; la planificación continuó, pero la Batalla de Verdún y la Batalla del Somme ocuparon el resto del año. En noviembre de 1916, Haig, el comandante en jefe francés Joseph Joffre y los otros aliados se reunieron en Chantilly. Los comandantes acordaron una estrategia de ataques simultáneos, para abrumar a las potencias centrales en los frentes occidental, oriental e italiano, antes de la primera quincena de febrero de 1917. Una reunión en Londres del Almirantazgo y el Estado Mayor instó a que se llevara a cabo la operación de Flandes en 1917 y Joffre respondió el 8 de diciembre, aceptando una campaña de Flandes después de la ofensiva de primavera. El plan para un año de ofensivas de deserción en el Frente Occidental, con el principal esfuerzo realizado en verano por el BEF, fue descartado por el nuevo comandante en jefe francés Robert Nivelle a favor de un retorno a una estrategia de la decisiva batalla.

### Estrategia de los Aliados
Nivelle planeó ofensivas preliminares para fijar las reservas alemanas de los británicos en Arrás y los franceses entre el Somme y el Oise, luego una ofensiva revolucionaria francesa en el Aisne, seguida de persecución y explotación. Haig tenía reservas y el 6 de enero Nivelle acordó una condición de que si las dos primeras partes de la operación no lograban un avance, las operaciones se detendrían y los británicos podrían mover sus fuerzas hacia el norte para la ofensiva de Flandes, que fue de gran importancia para el gobierno británico. El 23 de enero, Haig escribió que llevaría seis semanas trasladar a las tropas y equipos británicos a Flandes y el 14 de marzo, señaló que la operación de Messines podría comenzar en mayo. El 21 de marzo, le escribió a Nivelle que tomaría dos meses preparar la ofensiva de Messines a Steenstraat, pero que la operación de Messines podría estar lista en cinco o seis semanas. Los principales franceses tuvieron lugar del 9 de abril al 9 de mayo y no lograron un gran avance. El 16 de mayo, Haig escribió que había dividido la operación de Flandes en dos fases, una para tomar Messines y el ataque principal varias semanas después. La determinación británica de despejar la costa belga adquirió más urgencia, después de que los alemanes reanudaron la guerra submarina sin restricciones el 1 de febrero de 1917. El 1 de mayo de 1917, Haig escribió que la ofensiva de Nivelle había debilitado al ejército alemán, pero que un intento de un golpe decisivo sería prematuro. El proceso de desgaste continuaría en un frente donde los alemanes no tenían espacio para retirarse. Incluso un éxito limitado mejoraría la situación táctica en el saliente de Ypres, reduciendo el desperdicio excepcional, incluso en períodos tranquilos. A principios de mayo, Haig fijó la fecha para la ofensiva de Flandes, el ataque contra Messines comenzaría el 7 de junio.

### Ofensiva de Kerenski
El Ejército ruso llevó a cabo la Ofensiva de Kérenski en Galitzia, para honrar el acuerdo alcanzado con los Aliados en la reunión de Chantilly del 15 al 16 de noviembre de 1916. Después de un breve período de éxito del 1 al 19 de julio, la ofensiva rusa fue contenida por los Ejércitos alemanes y austrohúngaros, que contraatacaron y obligaron a los ejércitos rusos a retirarse. En la costa báltica del 1 al 5 de septiembre de 1917, los alemanes atacaron con su reserva estratégica de seis divisiones y capturaron Riga. En la Operación Albión (septiembre-octubre de 1917), los alemanes tomaron las islas en la desembocadura del Golfo de Riga. Los comandantes británicos y franceses en el Frente Occidental tuvieron que contar con que el ejército occidental alemán (Westheer) se fortaleciera con refuerzos de los Ostheer en el Frente Oriental a fines de 1917. Haig deseaba explotar el desvío de las fuerzas alemanas en Rusia mientras continuó e instó al gabinete de guerra británico a comprometer la máxima cantidad de mano de obra y municiones para la batalla en Flandes.

## Preludio

### Saliente de Ypres
La colina Kemmel, en el suroeste, pasa por alto Ypres desde el este por una línea de colinas bajas que se extienden de suroeste a noreste, Wytschaete (Wijtschate) y la colina 60 están al este de Verbrandenmolen, Hooge, el bosque de Wood y Passchendaele (Passendale). El punto más alto de la cresta está en Wytschaete, a 6.4 km de Ypres, mientras que en Hollebeke la cresta está a 3.7 km de distancia y retrocede a 6.4 km en el bosque Polygon. Wytschaete está a unos 46 m sobre la llanura; en la carretera Ypres – Menin en Hooge, la elevación es de unos 30 m y 21 m en Passchendaele. Los aumentos son leves, aparte de la vecindad de Zonnebeke, que tiene un gradiente de 1:33. Desde Hooge y más al este, la pendiente es 1:60 y cerca de Hollebeke, es 1:75; las alturas son sutiles y se asemejan a un labio platillo alrededor de la ciudad. La cresta principal tiene espuelas que se inclinan hacia el este y una es particularmente notable en Wytschaete, que corre 3.2 km al sureste de Messines (Mesen) con una suave pendiente en el lado este y una disminución de 1:10 hacia el oeste. Más al sur, se encuentra el valle fangoso del río Douve, el bosque Ploegsteert y la colina 63. Al oeste de Messines se encuentra el espolón Wulverghem (Spanbroekmolen) paralelo y en el lado este, el espolón Oosttaverne, que también es paralelo a la cresta principal. El aspecto general al sur y al este de Ypres, es uno de crestas bajas y caídas, que se aplana gradualmente hacia el norte más allá de Passchendaele, en una llanura sin rasgos distintivos.
La posesión del terreno más alto al sur y al este de Ypres, le da a un ejército un amplio margen para la observación del terreno, el fuego de enfilada y los bombardeos convergentes de artillería. Un ocupante también tiene la ventaja de que los despliegues de artillería y el movimiento de refuerzos, suministros y tiendas se pueden ver desde la vista. La cresta tenía bosques desde Wytschaete hasta Zonnebeke que daban buena cobertura, algunos de tamaño notable, como Polygon y los que luego se llamaron bosque de la Batalla, bosque Shrewsbury y el bosque santuario. En 1914, el bosque generalmente tenía maleza pero, en 1917, los bombardeos de artillería lo habían reducido a tocones de árboles, troncos de árboles destrozados enredados con alambre de púas y más alambres que adornaban el suelo, que estaba lleno de agujeros de proyectiles; los campos en los huecos entre los bosques tenían 730–910 m de ancho y carecían de cobertura. El camino principal a Ypres desde Poperinge a Vlamertinge está en un desfiladero, fácilmente observable desde la cresta. Hace un siglo, los caminos en el área no estaban pavimentados, excepto los principales de Ypres, con ocasionales aldeas y casas salpicadas a lo largo de ellos. La tierra baja al oeste de la cresta, era una mezcla de praderas y campos, con altos setos salpicados de árboles, cortados por arroyos y una red de zanjas de drenaje que desembocaban en canales.

### Topografía
En Flandes, predominan las arenas, gravas y margas, cubiertas por limos en algunos lugares. La franja costera es arenosa, pero a poca distancia del interior, el terreno se eleva hacia el Valle de Ypres, que antes de 1914 era una floreciente huerta. Ypres está a 20 m sobre el nivel del mar; Bixschoote 6.4 km al norte está a 8.5 m. Al este, la tierra está a 20-25 m por varias millas, con el río Steenbeek a 15 m cerca de St Julien. Hay una cresta baja desde Messines, 80 m en su punto más alto, que corre al noreste pasando Clapham en el extremo oeste de la meseta de Gheluvelt (2 1⁄2 millas de Ypres a 65 m) y Gheluvelt, por encima de 50 m a Passchendaele, (5 1⁄2 millas de Ypres a 50 m de declive desde allí a una llanura más al norte. Los gradientes varían de insignificante, a 1:60 en Hooge y 1:33 en Zonnebeke.
Debajo del suelo hay arcilla de Londres, arena y limo; de acuerdo con las categorías de arena, suelos arenosos y suelos bien equilibrados de la Commonwealth War Graves Commission, la cresta de Messines es un suelo bien equilibrado y el suelo alrededor de Ypres es suelo arenoso. El suelo está drenado por muchas corrientes, canales y zanjas, que necesitan un mantenimiento regular. Desde 1914, gran parte del drenaje había sido destruido, aunque algunas partes fueron restauradas por compañías de drenaje de tierras de Inglaterra. Los británicos consideraron el área más seca que Loos, Givenchy y Plugstreet más al sur. Un estudio de datos meteorológicos registrados en Lille, a 26 km de Ypres desde 1867-1916, publicado en 1989, mostró que agosto era más a menudo seco que húmedo, que había una tendencia hacia los otoños secos (septiembre-noviembre) y esa precipitación promedio en octubre había disminuido desde la década de 1860.

### Planes británicos
Los preparativos para las operaciones en Flandes comenzaron en 1915, con la duplicación de la línea ferroviaria Hazebrouck–Ypres y la construcción de una nueva línea de Bergues a Proven, que se duplicó a principios de 1917. El progreso en las carreteras, líneas ferroviarias, cabezas de ferrocarril y espuelas en la zona del Segundo Ejército fue continuo y, a mediados de 1917, le dio al área el sistema de suministro más eficiente del BEF. Se produjeron varios planes y memorandos para una ofensiva de Flandes entre enero de 1916 y mayo de 1917, en los que los escritores trataron de relacionar los recursos ofensivos disponibles para el terreno y la probable defensa alemana. A principios de 1916, Haig y los comandantes del ejército enfatizaron la importancia de la captura de la meseta de Gheluvelt para avanzar hacia el norte. El 14 de febrero de 1917, el coronel Norman MacMullen del cuartel general propuso que la meseta fuera tomada por un ataque masivo de tanques, reduciendo la necesidad de artillería; en abril, un reconocimiento del capitán Giffard LeQuesne Martel descubrió que el área no era apta para tanques.
El 9 de febrero, Rawlinson, comandante del Cuarto Ejército, sugirió que Messines podría ser capturado en un día y que la captura de la meseta de Gheluvelt debería ser fundamental para el ataque más al norte. Sugirió que el ataque del sur de St Yves a Mont Sorrel debería venir primero y que Mont Sorrel a Steenstraat debería ser atacado dentro de las 48-72 horas. Después de discusiones con Rawlinson y Plumer y la incorporación de los cambios de Haig, Macmullen presentó su memorándum el 14 de febrero. Con enmiendas, el memorando se convirtió en el plan del Cuartel general 1917. Una semana después de la Batalla de Messines, Haig dio sus objetivos a sus comandantes del ejército, desgastando al enemigo, asegurando la costa belga y conectando con la frontera holandesa capturando la cresta Passchendaele, seguido de un avance en Roulers y Operation Hush, un ataque a lo largo de la costa con un desembarco anfibio combinado. Si la mano de obra y la artillería fueran insuficientes, solo la primera parte del plan podría cumplirse. El 30 de abril, Haig le dijo a Gough, el comandante del Quinto Ejército, que lideraría la Operación del Norte y la fuerza costera, aunque la aprobación del gabinete para la ofensiva no se otorgó hasta el 21 de junio.

### Defensas alemanas

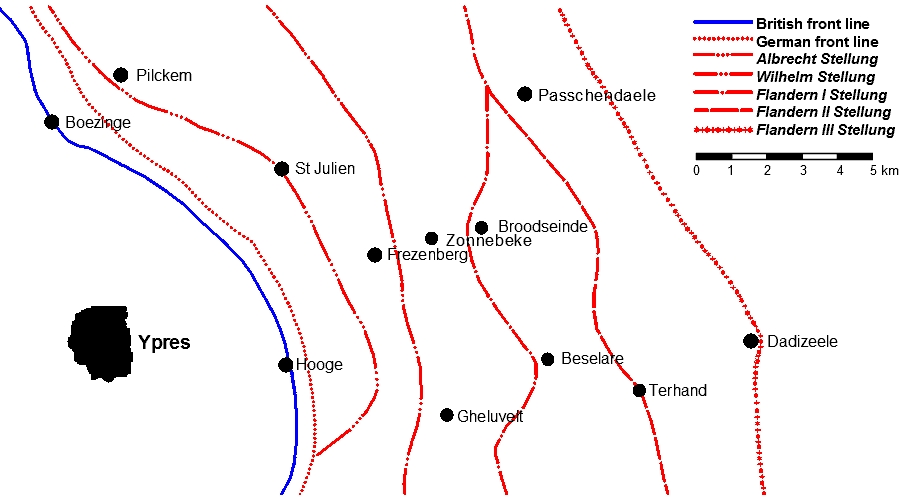
La primera línea británica y las defensas alemanas en la zona este de Ypres, a mediados de 1917.

El 4.º Ejército alemán tenía un frente de 40 km con tres Gruppen, compuestos por un cuartel general del cuerpo y un complemento variable de divisiones; el Grupo Staden, basado en la sede del Cuerpo de Reserva de la Guardia, se agregó más tarde. El Grupo Dixmude tenía 19 km con cuatro divisiones frontales y dos divisiones Eingreif, el Grupo Ypres tenía 9.7 km desde Pilckem hasta la carretera Menin con tres divisiones frontales y dos divisiones Eingreif y el Grupo Wijtschate tenía una longitud similar de frente al sur de la carretera Menin, con tres frentes divisiones y tres divisiones Eingreif. Las divisiones Eingreif estaban estacionadas detrás de las crestas Menin y Passchendaele. Aproximadamente 8.0 km más atrás, había cuatro divisiones Eingreif más y 11 km más allá, otras dos en la reserva OHL.
Los alemanes estaban ansiosos de que los británicos intentaran explotar la victoria de la Batalla de Messines, con un avance al espolón de Tower Hamlets más allá del extremo norte de Messines. El 9 de junio, el Príncipe Heredero Rupprecht propuso una retirada a la línea Flandern al este de Messines. La construcción de las defensas comenzó pero terminó después de que Fritz von Loßberg fuera nombrado Jefe de Estado Mayor del 4.º Ejército. Loßberg rechazó la retirada propuesta a la línea Flandern y ordenó que la línea del frente al este de la línea Oosttaverne se mantuviera rígidamente. La Flandernstellung (posición de Flandes) a lo largo de la cresta Passchendaele, frente a la línea Flandern, se convertiría en Flandern I Stellung y una nueva posición, Flandern II Stellung, correría al oeste de Menin, hacia el norte hasta Passchendaele. También se inició la construcción de un Flandern III Stellung al este de Menin hacia el norte hasta Moorslede. Desde julio de 1917, el área al este de Ypres fue defendida por la posición delantera, Albrechtstellung (segunda posición), Wilhelmstellung (tercera posición), Flandern I Stellung (cuarta posición), Flandern II Stellung (quinta posición) y Flandern III Stellung, el sexta posición (incompleta). Entre las defensas alemanas se encontraban pueblos como Zonnebeke y Passchendaele, que estaban fortificados y preparados para una defensa integral.
El 25 de junio, Erich Ludendorff, Primer Intendente General, sugirió al Príncipe Heredero Rupprecht que el Grupo Ypres debería retirarse al Wilhelmstellung, dejando solo puestos de avanzada en el Albrechtstellung. El 30 de junio, el Jefe de Estado Mayor del grupo del ejército, general von Kuhl, sugirió una retirada al Flandern I Stellung a lo largo de la cresta Passchendaele, y se encontró con la antigua línea de frente en el norte cerca de Langemarck y Armentières en el sur. Tal retirada evitaría una retirada apresurada de Pilckem y obligaría a los británicos a una redistribución que requiere mucho tiempo. Loßberg no estuvo de acuerdo, creyendo que los británicos lanzarían una amplia ofensiva frontal, que el terreno al este de Sehnenstellung era fácil de defender y que la cresta de la carretera de Menin podría mantenerse si se hacía el Schwerpunkt (punto de esfuerzo principal) de la defensa alemana. sistema. Pilckem privó a los británicos de la observación terrestre sobre el Valle Steenbeek, mientras que los alemanes podían ver el área desde Passchendaele, permitiendo que la infantería alemana fuera apoyada por fuego de artillería observado. El juicio de Loßberg fue aceptado y no se hizo ningún retiro.

### Batalla de Messines
La primera etapa en el plan británico fue un ataque preparatorio contra las posiciones alemanas al sur de Ypres en Messines. Los alemanes en la cresta observaron Ypres y, a menos que fuera capturado, observaron que se podía disparar fuego de artillería enfilada contra un ataque británico desde el saliente más al norte. Desde mediados de 1915, los británicos habían estado minando bajo las posiciones alemanas en la cresta y en junio de 1917, 21 minas se habían llenado con casi 454 toneladas de explosivos. Los alemanes sabían que los británicos estaban minando y habían tomado contramedidas, pero estaban sorprendidos por el alcance del esfuerzo británico. Dos de las minas no pudieron detonar, pero 19 se dispararon el 7 de junio, a las 03:10, horario de verano británico. Los objetivos finales se obtuvieron en gran medida antes del anochecer y los británicos tuvieron menos pérdidas que el esperado 50 por ciento en el ataque inicial. A medida que la infantería avanzaba por el extremo más alejado de la cresta, la artillería alemana y las ametralladoras al este de la cresta abrieron fuego y la artillería británica fue menos capaz de reprimirlas. El ataque sacó a los alemanes del terreno dominante en la cara sur del saliente de Ypres, que el 4.º Ejército había mantenido desde la Primera Batalla de Ypres en 1914.

## Batallas

### Julio–agosto

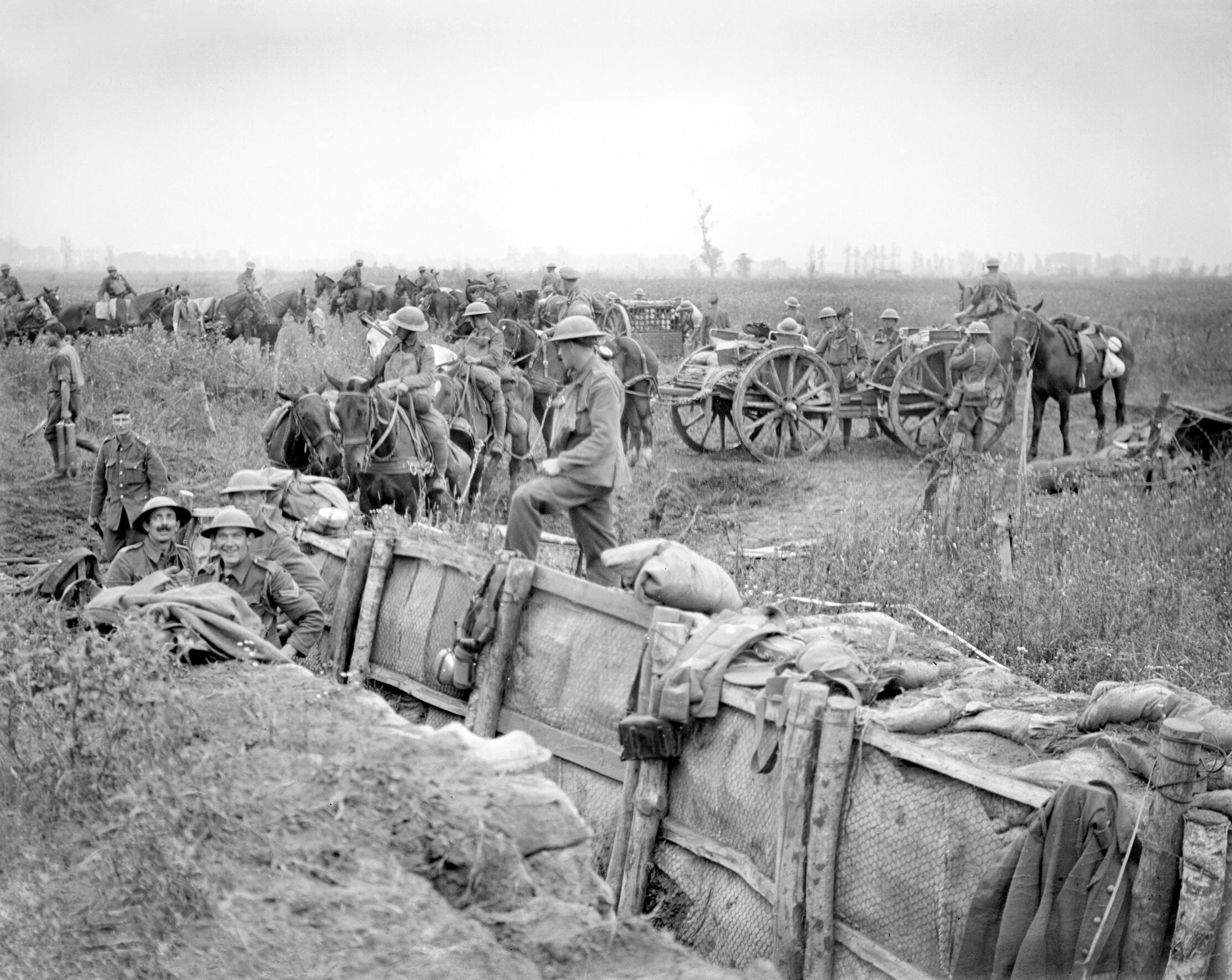
La QF 18 británica de 18 libras ocupa nuevas posiciones cerca de Boezinge, el 31 de julio.

Douglas Haig seleccionó a Gough para comandar la ofensiva el 30 de abril, y el 10 de junio Gough y el cuartel general del Quinto Ejército se hicieron cargo del saliente Ypres al norte de Messines. Gough planeó una ofensiva basada en el plan GHQ 1917 y las instrucciones que había recibido de Haig. Gough mantuvo reuniones con los comandantes de su cuerpo los días 6 y 16 de junio, donde el tercer objetivo, que incluía el Wilhelmstellung (tercera línea), un objetivo del segundo día en planes anteriores, se agregó a los dos objetivos que debían tomarse el primer día. Un cuarto objetivo, la línea roja también fue dada para el primer día, para ser intentada por tropas nuevas, a discreción de los comandantes de división y cuerpo, en lugares donde la defensa alemana se había derrumbado. El ataque no fue planeado como una operación revolucionaria y Flandern I Stellung, la cuarta posición defensiva alemana, estaba a 9.1-11.0 km detrás de la línea del frente y no era un objetivo el primer día.
El plan del Quinto Ejército era más ambicioso que los planes ideados por Henty Rawlinson y Herbert Plumer, que habían implicado un avance de 910–1.600 m el primer día, al comprimir sus primeros tres ataques en un día en lugar de tres. El mayor general John Davidson, director de operaciones de GHQ, escribió en un memorando que había "ambigüedad en cuanto a lo que significaba un ataque paso a paso con objetivos limitados" y sugirió volver a un avance de 1.600 m el primer día para aumentar la concentración de la artillería británica. Gough hizo hincapié en la necesidad de planificar la posibilidad de aprovechar las oportunidades para dejar el terreno temporalmente indefenso, más probablemente en el primer ataque, lo que tendría el beneficio de una larga preparación. Esto no se había hecho en batallas anteriores y el terreno vacante, allí para la toma, había sido ocupado nuevamente por los alemanes. A finales de junio, Haig agregó una división al II Cuerpo (teniente general Claud Jacob) del Segundo Ejército y al día siguiente, después de reunirse con Gough y el general Herbert Plumer, el comandante del Segundo Ejército, Haig aprobó el plan del Quinto Ejército.

#### Batalla de Boezinge

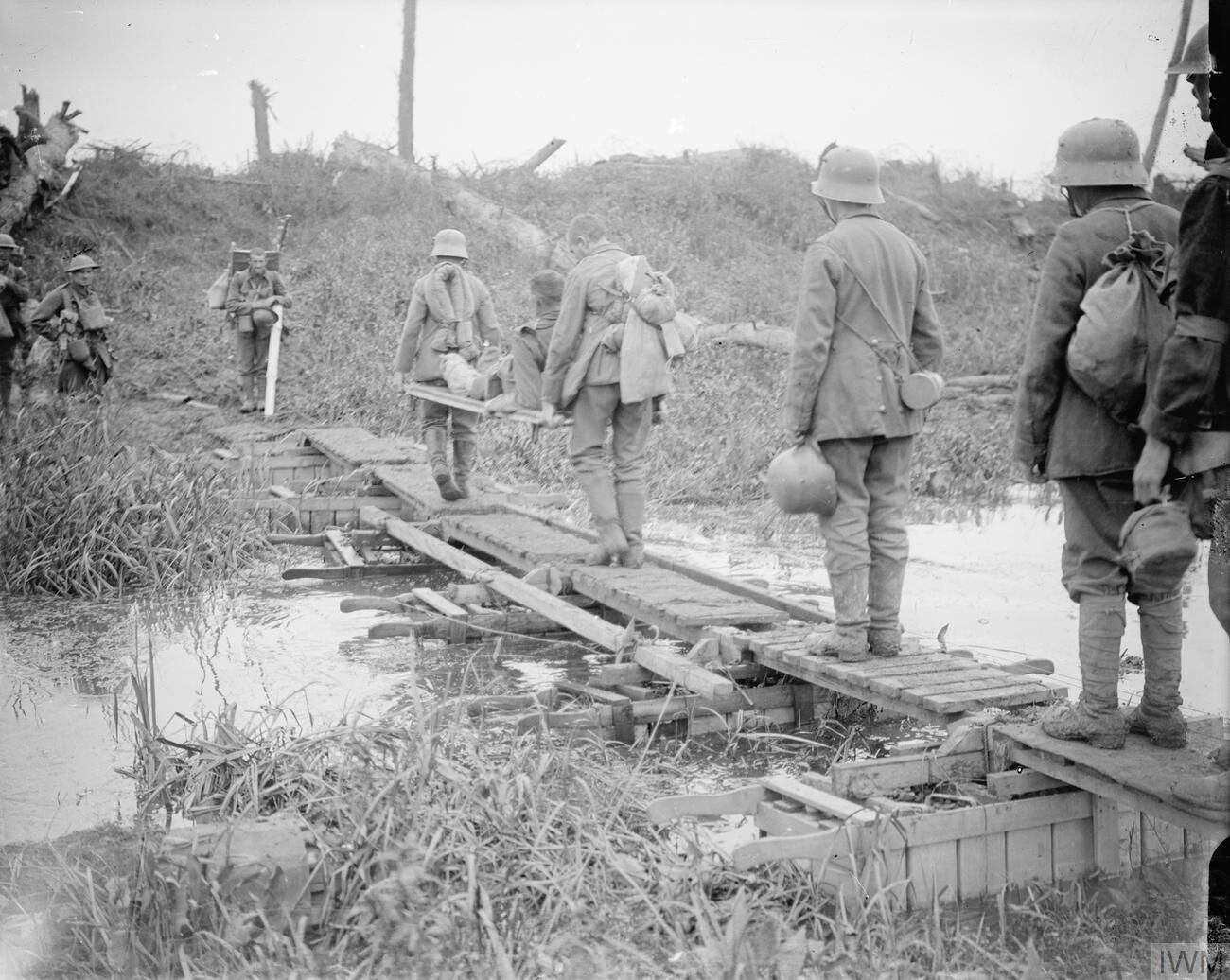
Prisioneros alemanes y heridos británicos cruzan el canal de Yser cerca de Boezinge, el 31 de julio de 1917.

El ataque británico comenzó a las 03:50 del 31 de julio; el ataque debía comenzar al amanecer, pero una capa de nubes bajas ininterrumpidas significaba que todavía estaba oscuro cuando la infantería avanzaba. El ataque principal, realizado por el II Cuerpo a través de la meseta de Ghelveult hacia el sur, se enfrentó a la principal concentración defensiva alemana de artillería, divisiones terrestres (Stellungsdivisionen) y divisiones Eingreif. El ataque tuvo más éxito en el flanco norte, en los frentes del XIV Cuerpo y el Primer Ejército francés, los cuales avanzaron entre 2,3 y 2,7 km hasta la línea del río Steenbeek. En el centro, los Cuerpos XVIII y XIX avanzaron hacia la línea del Steenbeek (línea negra) para consolidarse y enviaron nuevas tropas hacia la línea verde y en el frente del Cuerpo XIX hacia la línea roja, para un avance de unos 3.700 m. El grupo Ypres contraatacó los flancos de la invasión británica, con el apoyo de todas las piezas de artillería y aviones dentro del alcance, alrededor del mediodía. Los alemanes pudieron conducir a las tres brigadas británicas de regreso a la línea negra con 70 por ciento de bajas; el avance alemán fue detenido en la línea negra por fuego de barro, artillería y ametralladoras.

#### Captura de Westhoek
Después del retraso de la lluvia del 2 de agosto, el II Cuerpo atacó nuevamente el 10 de agosto para capturar el resto de la línea negra (segundo objetivo) en la meseta de Gheluvelt. El avance de la infantería tuvo éxito, pero los contraataques de fuego de artillería y de infantería alemanes aislaron a la infantería de la 18.ª División (Este) en Glencorse. Alrededor de las 19:00 horas, la infantería alemana atacó detrás de una cortina de humo y recapturó todo excepto la esquina noroeste del bosque; solo se llevaron a cabo las ganancias de la 25.ª División en Westhoek hacia el norte. El teniente coronel Albrecht von Thaer, jefe de personal de Gruppe Wijtschate (Grupo Wytschaete, la sede del IX Cuerpo de Reserva), señaló que las bajas después de 14 días en la línea promediaron entre 1 500 y 2 000 hombres, en comparación con 4 000 hombres en el Somme en 1916 y que la moral de las tropas alemanas era más alta que el año anterior.

#### Batalla de la colina 70
Los ataques para amenazar a Lens y Lille debían ser realizados por el Primer Ejército a fines de junio cerca de Gavrelle y Oppy, a lo largo del río Souchez. El objetivo era eliminar un saliente alemán entre Avion y el extremo oeste de Lens, tomando el embalse de la colina (colina 65) y la colina 70. Los ataques se llevaron a cabo antes de lo planeado para usar artillería pesada y de asedio antes de ser transferido a Ypres. La operación de Souchez se redujo y el ataque a la colina 70 se pospuso. La batalla de la colina, a 48 km al sur de Ypres, tuvo lugar del 15 al 25 de agosto. El cuerpo canadiense luchó contra cuatro divisiones del Sexto Ejército alemán en la operación. La captura de la colina 70 fue un éxito costoso en el que tres divisiones canadienses infligieron muchas bajas en las divisiones alemanas opuestas y bloquearon a las tropas reservadas para el alivio de las divisiones cansadas en Flandes. Hermann von Kuhl, jefe de gabinete del Grupo de Ejércitos del Príncipe Heredero Rupprecht, escribió más tarde que fue una derrota costosa y destruyó el plan para aliviar las divisiones peleadas (agotadas) en Flandes.

#### Batalla de Langemarck
La batalla de Langemarck se libró del 16 al 18 de agosto; el cuartel general del Quinto Ejército fue influenciado por el efecto que la demora tendría en la Operación Silencio, que necesitaba las mareas altas a fines de agosto o tendría que posponerse por un mes. Gough tenía la intención de capturar el resto de la línea verde, más allá del Wilhelmstellung (tercera línea alemana), desde el bosque Polygon hasta Langemarck, y el Steenbeek cruzó más al norte. En el área del II Cuerpo, la decepción del 10 de agosto se repitió, con la infantería logrando avanzar, luego fue aislada por la artillería alemana y forzada a regresar a su línea de partida por contraataques alemanes, excepto en el área de la 25.ª División cerca de Westhoek. Los intentos de la infantería alemana de avanzar aún más fueron detenidos por el fuego de artillería británico con muchas bajas. El avance más al norte en el área del XVIII Cuerpo se retomó y mantuvo el extremo norte de St Julien y el área al sureste de Langemarck, mientras que el XIV Cuerpo capturó Langemarck y Wilhelmstellung al norte del ferrocarril Ypres-Staden, cerca del arroyo Kortebeek. El Primer Ejército francés se conformó, empujando hacia arriba a la corriente de Kortebeek y St Jansbeck al oeste del tramo norte de Wilhelmstellung, donde cruzó hacia el lado este de Kortebeek.

#### Ataques locales
En el terreno más alto, los alemanes continuaron infligiendo muchas pérdidas en las divisiones británicas más allá de Langemarck, pero el 19 de agosto, después de dos días secos, el XVIII Cuerpo llevó a cabo una nueva operación de infantería, tanques, aviones y artillería. Fueron capturados puntos fuertes alemanes a lo largo de la carretera de St Julien-Poelcappelle frente al Wilhelmstellung. El 22 de agosto, los cuerpos XIX y XVIII ganaron más terreno, pero la desventaja táctica de ser ignorados por los alemanes continuó. Un ataque del II Cuerpo contra la meseta de Gheluvelt del 22 al 24 de agosto, para capturar a Nonne Bosschen, Glencorse e Inverness Copse, fracasó en la lucha que fue costosa para ambas partes. Gough estableció una nueva formación de infantería de líneas de escaramuzas para ser seguidas por "gusanos" el 24 de agosto y Cavan señaló que los fortines deberían ser atacados en un frente amplio, para atacarlos simultáneamente. Otra ofensiva general prevista para el 25 de agosto, se retrasó por el fracaso de los ataques preliminares y luego se pospuso debido a más mal tiempo. El 27 de agosto, el II Cuerpo intentó un ataque combinado de tanques e infantería, pero los tanques se estancaron, el ataque falló y Haig suspendió las operaciones hasta que el clima mejoró.

#### Clima

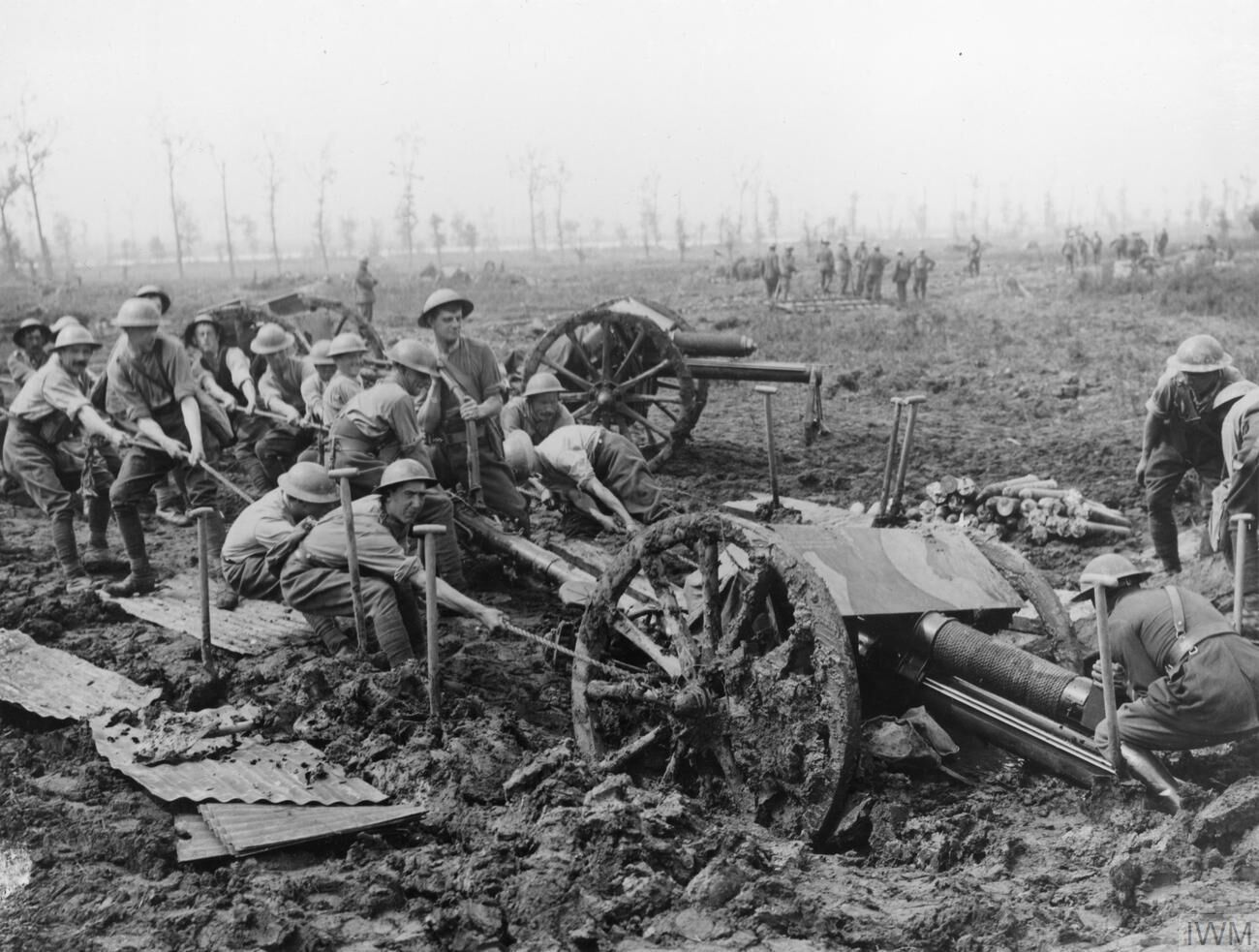
Real Cuerpo de Artilleros sacando un cañón de campo de 18 libras del barro cerca de Zillebeke, el 9 de agosto de 1917.

En Field Marshal Earl Haig (1929), el general de brigada John Charteris, jefe de inteligencia de BEF de 1915 a 1918, escribió que

La investigación cuidadosa de los registros de más de ochenta años mostró que en Flandes el clima se rompió a principios de agosto con la regularidad del monzón indio: una vez que las lluvias de otoño se pusieran en dificultades, mejoraría enormemente... Desafortunadamente, ahora es el mes de agosto más húmedo en treinta años.
Charteris

solo la primera parte fue citada por Lloyd George (1934), Liddell Hart (1934) y Leon Wolff (1959); en un ensayo de 1997, John Hussey calificó el pasaje de Charteris como "desconcertante". El BEF había establecido una Sección Meteorológica bajo Ernest Gold en 1915, que a fines de 1917 tenía 16 oficiales y 82 hombres. La sección predijo clima cálido y tormentas eléctricas del 7 al 14 de junio; en una carta a la prensa del 17 de enero de 1958, Gold escribió que los hechos del clima de Flandes contradecían a Charteris. En 1989, Philip Griffiths examinó el clima de agosto en Flandes durante los treinta años anteriores a 1916 y descubrió que,

...no hay razón para sugerir que el clima se rompió a principios de mes con cierta regularidad.
Griffiths

De 1901 a 1916, los registros de una estación meteorológica en Cap Gris Nez mostraron que el 65 por ciento de los días de agosto fueron secos y que de 1913 a 1916, hubo 26, 23, 23 y 21 días sin lluvia y una precipitación mensual de 17, 28, 22 y 96 mm;

...durante los veranos que precedieron a la campaña de Flandes, los días de agosto fueron más secos que húmedos.
Griffiths

Hubo 127 mm de lluvia en agosto de 1917 y 84 mm del total cayeron el 1, 8, 14, 26 y 27 de agosto. El mes estuvo nublado y sin viento, lo que redujo mucho la evaporación. Dividido en dos períodos de diez días y un período de once días, hubo 53.6, 32.4 y 41.3 mm de lluvia; en las 61 horas antes de las 18:00 horas el 31 de julio, cayeron 12,5 mm. Desde las 18:00 horas el 31 de julio a las 18:00 del 4 de agosto, llovieron otros 63 mm. Agosto de 1917 tuvo tres días secos y 14 días con menos de 1 mm de lluvia. Tres días estuvieron sin sol y uno tuvo seis minutos de sol; del 1 al 27 de agosto hubo 178.1 horas de sol, un promedio de 6.6 horas por día. Hussey escribió que el clima húmedo en agosto de 1917 fue excepcional, Haig había sido justificado al esperar poca lluvia, rápidamente secada por el sol y la brisa.

#### Batalla de Verdún
Petain había comprometido al Segundo Ejército francés a un ataque en Verdún a mediados de julio, en apoyo de la ofensiva de Flandes. El ataque se retrasó, en parte debido a motines en el ejército francés después del fracaso de la ofensiva de Nivelle y debido a un ataque alemán en Verdún del 28 al 29 de junio, que capturó algunos de los puntos de partida franceses. Un contraataque francés el 17 de julio volvió a capturar el terreno, los alemanes lo recuperaron el 1 de agosto y luego tomaron terreno en la orilla este el 16 de agosto. El ataque francés del 20 de agosto y el 9 de septiembre había tomado 10 000 prisioneros. La lucha esporádica continuó en octubre, lo que se sumó a las dificultades alemanas en el frente occidental y en otros lugares. Ludendorff escribió

En la orilla izquierda, cerca del Mosa, una división había fallado... y, sin embargo, tanto aquí como en Flandes se había hecho todo lo posible para evitar el fracaso... El ejército francés fue una vez más capaz de la ofensiva. Había superado rápidamente su depresión.
Ludendorff: Memorias

Ningún contraataque alemán fue posible porque las divisiones locales de Eingreif habían sido transferidas a Flandes.

### Septiembre–octubre

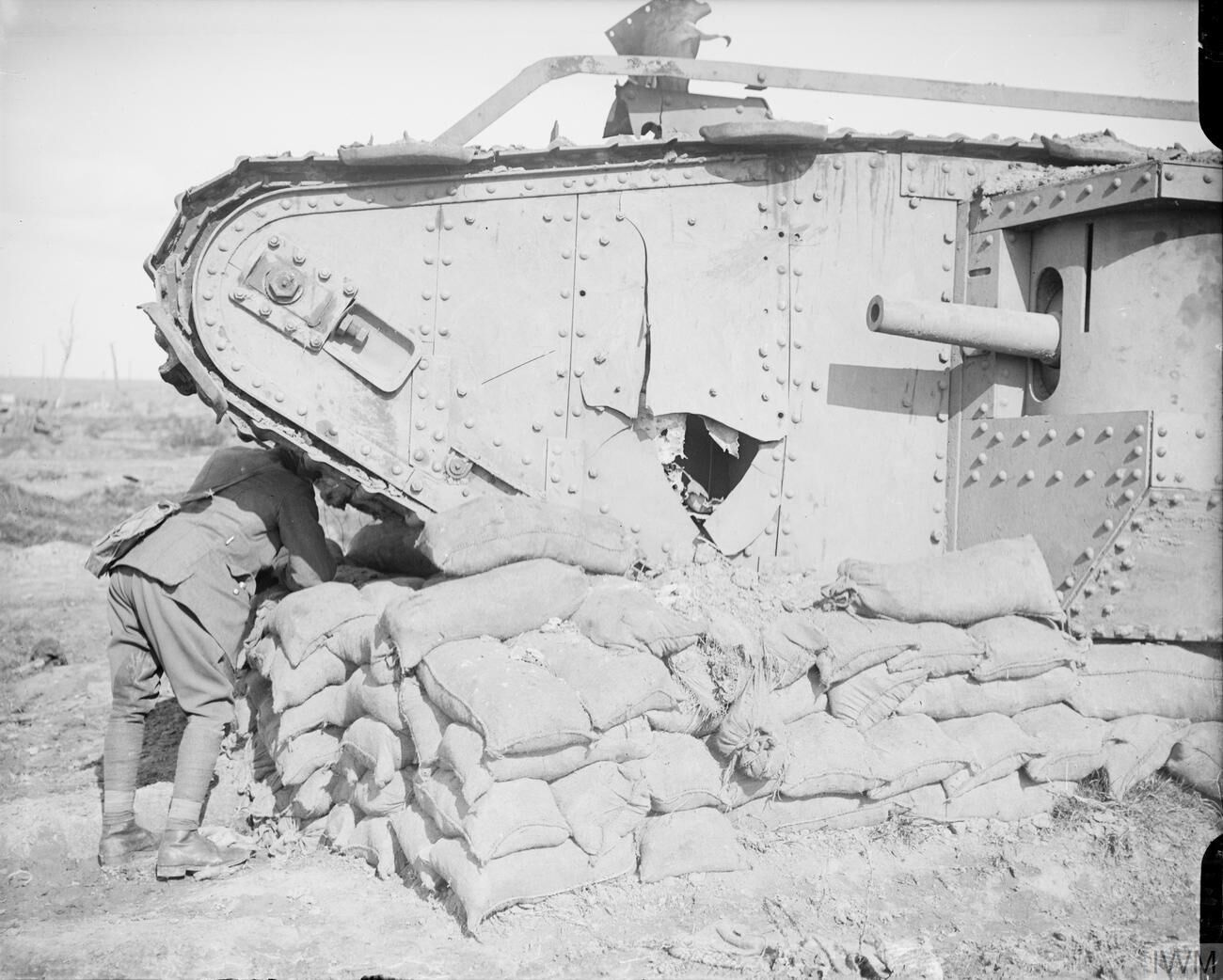
Tanque abandonado utilizado como el techo de una excavación, Zillebeke, 20 de septiembre de 1917 (Q6416).

El 4.º Ejército se había aferrado a la meseta de Gheluvelt en agosto, pero sus bajas empeoraron la escasez de mano de obra alemana. Haig transfirió el esfuerzo ofensivo principal al 2.º Ejército el 25 de agosto y acercó el límite norte del 2.º Ejército al ferrocarril Ypres-Roulers. Se envió más artillería pesada a Flandes desde los ejércitos más al sur y se colocó frente a la meseta de Gheluvelt. Plumer continuó la evolución táctica del 5.º Ejército durante su lento y costoso progreso en agosto. Después de una pausa de aproximadamente tres semanas, Plumer tenía la intención de capturar la meseta en cuatro pasos, con intervalos de seis días para presentar artillería y suministros. Los ataques del 2.º Ejército continuarían siendo limitados y las tácticas de la brigada de infantería se cambiaron para atacar el primer objetivo con un batallón cada uno y el último con dos batallones, lo opuesto a la práctica del 5.º Ejército el 31 de julio, para adaptarse a las defensas dispersas que se encontraban entre el Albrechtstellung y el Wilhelmstellung.
Plumer organizó que los refuerzos de artillería media y pesada que llegaban a Flandes se agregaran al bombardeo progresivo, que había sido imposible con la cantidad de artillería disponible para el 5.º Ejército. Los cambios tácticos aseguraron que más infantería atacara en frentes más estrechos, a una profundidad menor que el 31 de julio, como los ataques del 5.º Ejército en agosto. Los avances más cortos y rápidos posibles una vez que el suelo se secó, estaban destinados a consolidarse en un terreno tácticamente ventajoso, especialmente en cualquier pendiente inversa en el área, con la infantería todavía en contacto con la artillería y el avión, listos para rechazar los contraataques. El ritmo más rápido de las operaciones tenía la intención de aumentar las dificultades alemanas para reemplazar divisiones cansadas a través de los cuellos de botella ferroviarios detrás del frente alemán. La pausa en los ataques británicos engañó a algunos de los comandantes alemanes y Thaer, el Jefe de Estado Mayor de Gruppe Wijtschate, escribió que era "casi aburrido". Kuhl dudaba que la ofensiva hubiera terminado pero había cambiado de opinión el 13 de septiembre; dos divisiones, trece baterías de artillería pesada, doce baterías de campo, tres escuadrones de combate y otras cuatro unidades del Luftstreitkräfte fueron transferidas del 4.º Ejército.

#### Cambios tácticos alemanes
Después de establecer objetivos a 1,6–3,2 km de distancia el 31 de julio, los británicos intentaron avances más cortos de aproximadamente 1 400 m en agosto, pero no pudieron lograr estos objetivos menores en el lado sur del campo de batalla, porque la lluvia empapó el suelo y la poca visibilidad era para el ventaja de los defensores. Después de la sequía a principios de septiembre, los avances británicos habían sido mucho más rápidos y el objetivo final se alcanzó unas horas después del amanecer, lo que confundió a las divisiones alemanas de contraataque. Tras haber cruzado 3,2 km de lodo, las divisiones de Eingreif descubrieron que los británicos ya habían excavado, con la zona de batalla delantera alemana y su débil guarnición más allá de la recuperación. En agosto, las divisiones alemanas de primera línea tenían dos regimientos desplegados en primera línea, con el tercer regimiento en reserva. Los batallones frontales habían necesitado ser relevados con mucha más frecuencia de lo esperado, debido al poder de los ataques británicos, el constante fuego de artillería y el clima. Las unidades de reemplazo se mezclaron con las que tenían el frente y los regimientos de reserva no pudieron intervenir rápidamente, dejando a los batallones del frente sin apoyo hasta que las divisiones de Eingreif llegaron algunas horas después.
En julio y agosto, las divisiones alemanas de contraataque (Eingreif) habían realizado un "avance de contacto durante las operaciones móviles", lo que les había dado a los alemanes varios éxitos defensivos costosos. Después de la Batalla del camino de Menin, las tácticas alemanas fueron cambiadas. Después de otra derrota el 26 de septiembre, los comandantes alemanes hicieron más cambios tácticos para contrarrestar la forma más conservadora de ataques limitados adoptados por los británicos. Los contraataques alemanes en septiembre habían sido "asaltos a posiciones de campo reforzadas", debido a la naturaleza restringida de los avances de la infantería británica. El buen clima a principios de septiembre había aliviado en gran medida las dificultades de suministro de los británicos, especialmente en municiones, y los británicos hicieron tiempo para establecer una defensa en profundidad en el terreno capturado, protegido por bombardeos de artillería. Los británicos atacaron en condiciones secas y claras, con más aviones en el campo de batalla para el reconocimiento de contraataques, la patrulla de contacto y las operaciones de ataque terrestre. El fuego sistemático de artillería defensiva fue perdido por los alemanes, debido a la incertidumbre sobre la posición de su infantería, justo cuando la infantería británica se benefició de lo contrario. Los contraataques alemanes fueron fracasos costosos y el 28 de septiembre, Thaer escribió que la experiencia fue "horrible" y que no sabía qué hacer.
Ludendorff ordenó a las Stellungsdivisionen (divisiones de tierra) reforzar sus guarniciones delanteras; todas las ametralladoras, incluidas las de los batallones de apoyo y de reserva, fueron enviadas a la zona delantera, para formar un cordón de cuatro a ocho armas cada 230 m. Los Stellungsdivisionen fueron reforzados por los regimientos Stoß de las divisiones de Eingreif, que fueron trasladados a la línea protectora de artillería detrás de la zona de batalla delantera, para contraatacar antes. Los otros regimientos de las divisiones de Eingreif debían ser retenidos y utilizados para un contraataque metódico (Gegenangriff) un día o dos después y para estropear los ataques mientras los británicos se reorganizaban. Se ordenaron más cambios tácticos el 30 de septiembre; continuarían las operaciones para aumentar las pérdidas de infantería británica y se incrementarían los bombardeos con gas, si el clima lo permitía. Debía hacerse todo lo posible para inducir a los británicos a reforzar sus posiciones avanzadas con infantería para que la artillería alemana los bombardeara. Entre el 26 de septiembre y el 3 de octubre, los alemanes atacaron al menos 24 veces y la Operación Tormenta Alta Unternehmen Hohensturm, un Gegenangriff (contraataque metódico), para recapturar el área alrededor de Zonnebeke estaba previsto para el 4 de octubre.

#### Batalla del camino de Menin

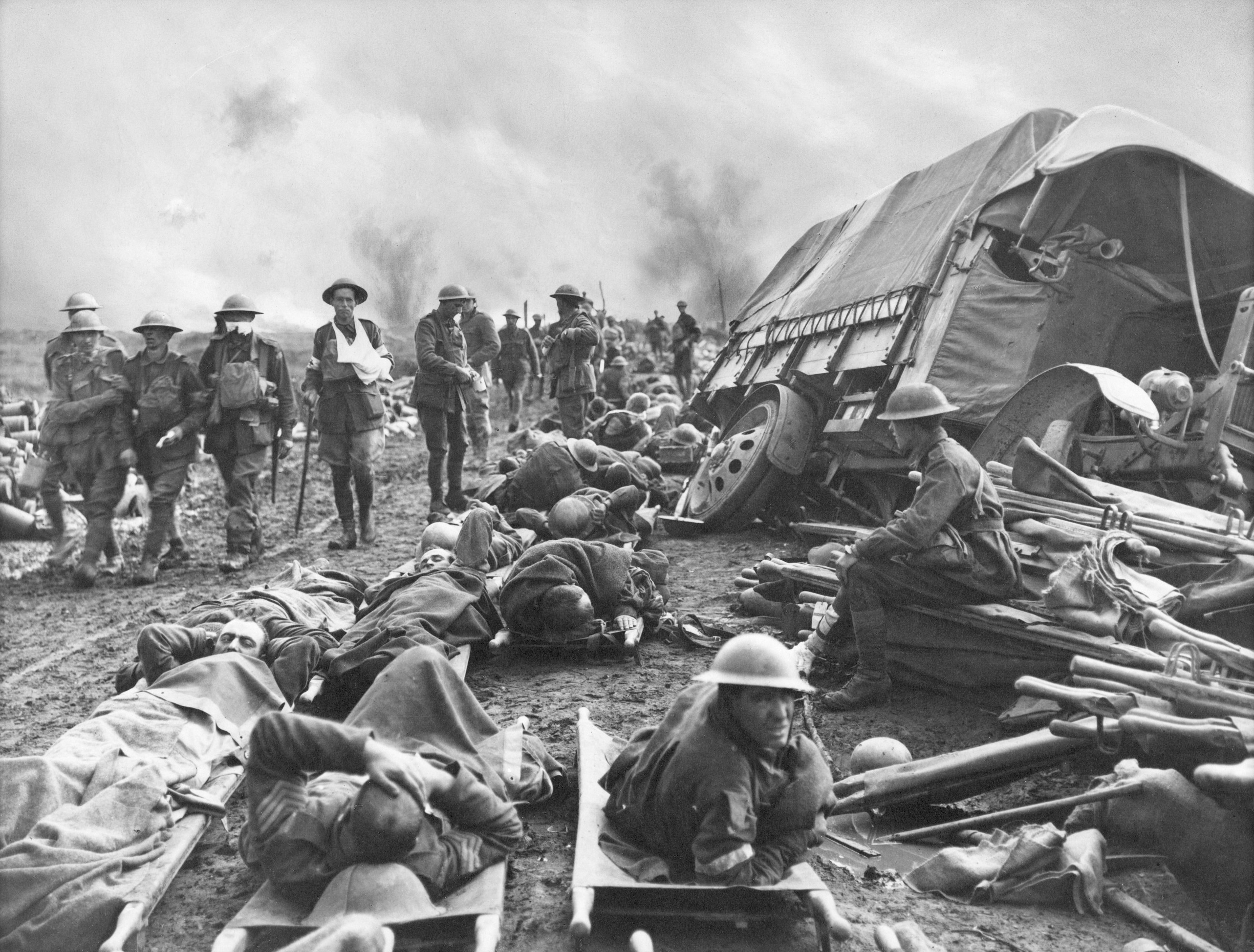
Hombres heridos al costado de un camino después de la batalla de Menin.

El plan británico para la batalla que se libró del 20 al 25 de septiembre incluyó un mayor énfasis en el uso de artillería pesada y mediana para destruir los fortines de hormigón alemanes y los nidos de ametralladoras, que eran más numerosos en las zonas de batalla que fueron atacadas, que detrás la primera línea de julio original y para participar en más fuego de contrabatería. Los británicos tenían 575 cañones pesados y medianos y 720 cañones de campo y obuses, más del doble de la cantidad de artillería disponible en la Batalla de Pilckem. Las aeronaves debían usarse para la observación aérea sistemática de los movimientos de tropas alemanas para evitar los fracasos de las batallas anteriores, donde muy pocas tripulaciones aéreas habían sido cargadas con demasiadas tareas y habían volado en mal tiempo, lo que multiplicaba sus dificultades.
El 20 de septiembre, los Aliados atacaron en un frente de 13,3 km y, a media mañana, habían capturado la mayoría de sus objetivos, a una profundidad de unos 1 400 m. Los alemanes hicieron muchos contraataques apresurados (Gegenstoße), comenzando alrededor de las 15:00 horas hasta el anochecer, todo lo cual no logró ganar terreno o solo hizo una penetración temporal en las nuevas posiciones británicas. La defensa alemana no había logrado detener un ataque bien preparado realizado con buen tiempo. Los ataques menores tuvieron lugar después del 20 de septiembre, ya que ambas partes se disputaron la posición y reorganizaron sus defensas. Un ataque mutuamente costoso de los alemanes el 25 de septiembre, recuperó los fortines en el extremo sur occidental del bosque de Polygon. Al día siguiente, las posiciones alemanas cerca del bosque fueron barridas en la Batalla de Polygon.

#### Contraataque alemán del 25 de septiembre
Dos regimientos de la 50.ª División de reserva alemana atacaron en un frente de 1 600 m, a cada lado del Reutelbeek, apoyados por aviones y 44 baterías de artillería de campo y 20 pesadas, cuatro veces la cantidad habitual para una división. La infantería alemana logró avanzar por los flancos, a unos 91 m cerca de la carretera Menin y 550 m al norte de Reutelbeek. La infantería fue apoyada por aviones de observación de artillería y ataque terrestre; se disparó un bombardeo de cajas detrás de la línea de frente británica, que aisló a la infantería británica de refuerzos y municiones. El fuego de retorno de la 33.ª División y la 15.ª Brigada Australiana de la 5.ª División Australiana a lo largo del borde sur del bosque de Polygon hacia el norte, obligó a los atacantes a protegerse alrededor de algunos fortines de Wilhelmstellung, cerca de la Esquina del reloj negro, en el borde suroeste del bosque de Polygon. Los intentos alemanes de reforzar a las tropas atacantes fracasaron, debido a que los observadores de artillería británicos aislaron a las tropas alemanas avanzadas con bombardeos de artillería.
Plumer ordenó que el ataque se llevara a cabo el 26 de septiembre, pero redujo los objetivos de la 33.ª División. La 98.ª Brigada debía avanzar y cubrir el flanco derecho de la 5.ª División Australiana y la 100.ª Brigada debía volver a capturar el terreno perdido más al sur. El avance de la quinta división australiana al día siguiente comenzó con incertidumbre sobre la seguridad de su flanco derecho; el ataque de la 98.ª Brigada agotada se retrasó y solo logró llegar a la Esquina del reloj negro, a 910 m de sus objetivos. Los refuerzos se trasladaron al área de la 5.ª División Australiana y atacaron al sudoeste hacia el mediodía como un ataque frontal silencioso (sin apoyo de artillería) desde la Esquina del reloj negro, porque se sabía que las tropas británicas estaban resistiendo en el área. El ataque tuvo éxito a las 14:00 y más tarde en la tarde, la 100.ª Brigada retomó el terreno perdido al norte de la carretera Menin. Las bajas en la 33.ª División fueron tan grandes que fue relevado el 27 de septiembre por la 23.ª División, que solo había sido retirada la noche del 24 al 25 de septiembre.

#### Batalla del bosque de Polygon

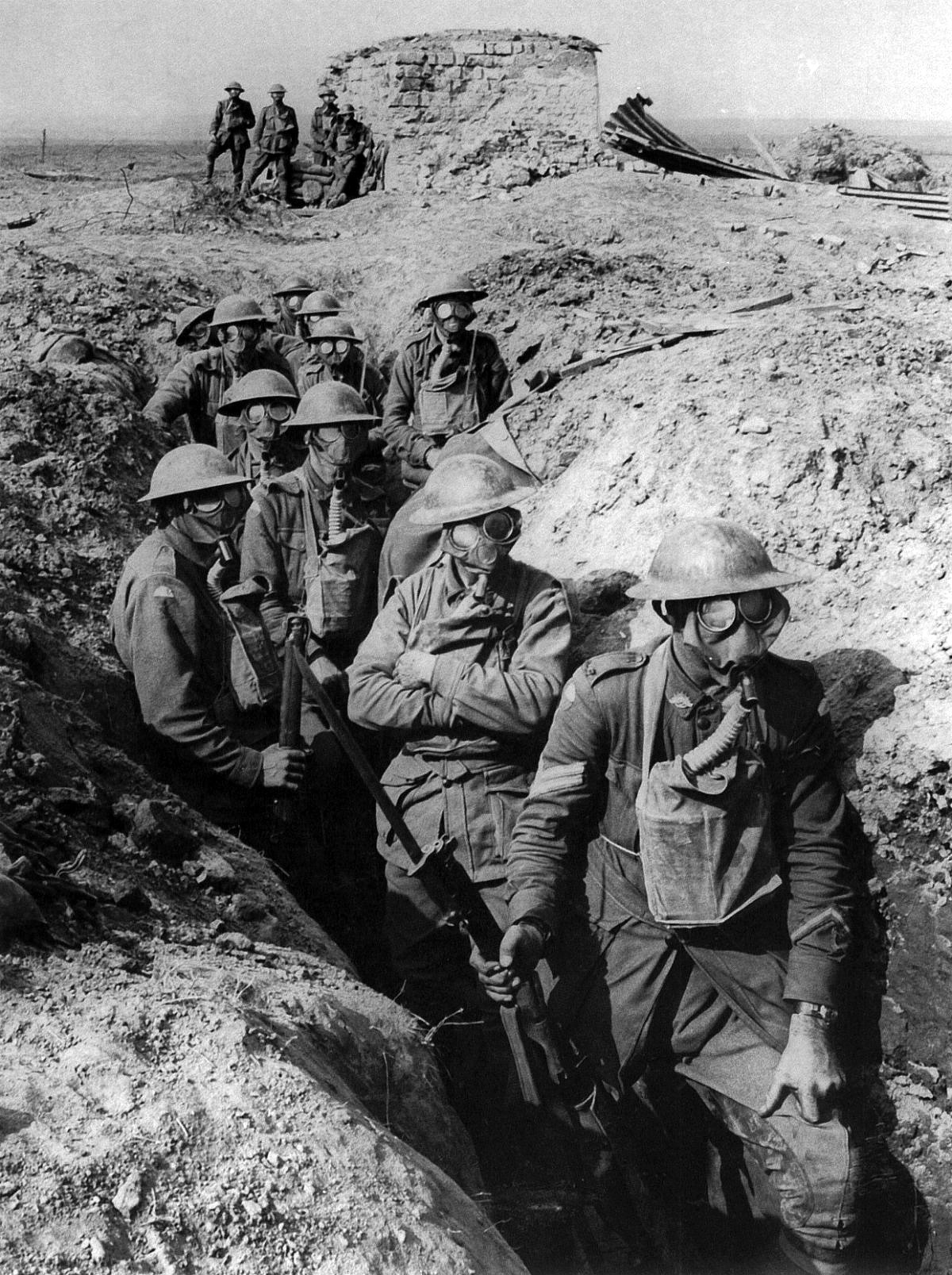
Infantería australiana con máscaras de gas con respirador de caja pequeña. Ypres, septiembre de 1917.

El 2.º Ejército alteró sus frentes del Cuerpo poco después del ataque del 20 de septiembre, para el siguiente esfuerzo (26 de septiembre - 3 de octubre) para que cada división de ataque pudiera concentrarse en un frente de 910 m. Las carreteras y los ferrocarriles ligeros se extendieron a la nueva línea del frente, para permitir el avance de la artillería y las municiones. La artillería del VIII Cuerpo y el IX Cuerpo en el flanco sur, simuló los preparativos para los ataques contra Zandvoorde y Warneton. A las 05:50 horas del 26 de septiembre, comenzaron cinco capas de bombardeos disparados por artillería británica y ametralladoras. El polvo y el humo espesaban la neblina de la mañana y la infantería avanzó usando cojinetes de brújula. Cada una de las tres divisiones de tierra alemanas atacadas el 26 de septiembre, tenía una división Eingreif en apoyo, el doble de la proporción del 20 de septiembre. No se perdió ningún terreno capturado por los británicos y los contraataques alemanes solo lograron alcanzar el terreno al que se habían retirado los sobrevivientes de las divisiones de primera línea.

### Octubre-noviembre

#### Contraataques alemanes, 30 de septiembre - 4 de octubre
A las 04:00 del 30 de septiembre, una espesa neblina cubrió el suelo y a las 04:30 la artillería alemana comenzó un bombardeo entre la carretera Menin y el Reutelbeek. A las 05:15, las tropas alemanas emergieron de la niebla en un frente de 730 m. El ataque fue apoyado por lanzallamas e infantería alemana lanzando granadas de humo y de mano. Los británicos respondieron con fuego de armas pequeñas y bombas, lo que obligó a los alemanes a retirarse en medio de la confusión, pero perdieron un puesto al sur de la carretera de Menin, y luego fue retomado por un contraataque inmediato. Los cohetes que pedían ayuda no se vieron en la niebla y la artillería británica permaneció en silencio. Los alemanes fueron rechazados nuevamente a las 06:00, pero el fuego de artillería alemán continuó durante el día.
El 1 de octubre, a las 05:00, comenzó un bombardeo huracanado alemán desde el norte de Reutelbeek hasta el bosque Polygon y Black Watch Corner; por coincidencia, comenzó un bombardeo de práctica del Segundo Ejército a las 05:15, se cortó la línea del frente británico y la infantería alemana atacó en tres oleadas a las 05:30. Dos ataques alemanes decididos fueron rechazados al sur de Cameron Covert, luego a las 07:00 las tropas alemanas se concentraron cerca de la carretera de Menin. El ataque alemán fue derrotado por el fuego de armas pequeñas y la artillería británica, cuyos observadores habían visto los cohetes de socorro. Los británicos fueron obligados a salir de Cameron Covert y contraatacados, pero al mismo tiempo comenzó un ataque alemán y los británicos fueron rechazados. Otro ataque alemán falló y las tropas alemanas se metieron detrás de un viejo alambre de púas; después del anochecer, fallaron más ataques alemanes alrededor de Cameron Covert. Al norte cerca del bosque Polygon, el profundo barro sofocó los proyectiles alemanes antes de que explotaran, pero aun así causaron muchas bajas. Se perdió la comunicación con la retaguardia y los alemanes atacaron todo el día, pero los cohetes británicos de socorro permanecieron visibles y los ataques no tomaron terreno; después de la oscuridad, los ataques alemanes fueron rechazados por otros tres bombardeos SOS.
Unternehmen Hohensturm (Operación Tormenta Alta) fue planeado por Gruppe Ypern para recuperar el Tokio Spur desde Zonnebeke hacia el sur hasta Molenaarelsthoek en el extremo este del bosque Polygon el 3 de octubre. La infantería atacante de las divisiones de la 45.ª Reserva y la 4.ª Guardia fue comandada por el mayor Freiherr von Schleinitz en el norte y el teniente coronel Rave en el sur. Después del costoso fracaso del metódico contraataque (Gegenangriff) el 1 de octubre, el ataque se aplazó hasta el 4 de octubre, y los ensayos tuvieron lugar del 2 al 3 de octubre. En la noche del 3-4 de octubre, los comandantes alemanes tenían dudas sobre el ataque, pero decidieron proceder con el Gegenangriff, advirtiendo a la artillería que estuviera lista para comenzar los bombardeos defensivos. Se organizó un avión de patrulla de contacto para sobrevolar el área a las 07:30 horas.

#### Batalla de Broodseinde
El 4 de octubre, los británicos comenzaron la batalla de Broodseinde para completar la captura de la meseta de Gheluvelt y ocupar la cresta de Broodseinde. Por coincidencia, los alemanes intentaron recuperar sus defensas alrededor de Zonnebeke con un Gegenangriff al mismo tiempo. Los británicos atacaron a lo largo de un frente de 13 km y cuando las divisiones del I Anzac Corps comenzaron su avance hacia la cresta de Broodseinde, se vio a hombres que se alzaban de los agujeros de proyectiles en tierra de nadie y se encontraron más tropas alemanas ocultas en cráteres de proyectiles. La mayoría de las tropas alemanas de la 45.ª División de Reserva fueron invadidas o retiradas a través del bombardeo británico, luego los australianos atacaron los pastilleros uno por uno y capturaron la aldea de Zonnebeke al norte de la cresta. Cuando comenzó el bombardeo británico en Broodseinde, Keiberg Spur y Waterdamhoek, algunos miembros del personal de los cuarteles generales alemanes solo se dieron cuenta de que estaban bajo ataque cuando aparecieron las tropas británicas y australianas.
Cuando llegaron las noticias sobre el gran éxito del ataque, el jefe del Cuartel de Inteligencia fue al cuartel general del Segundo Ejército para discutir la explotación. Plumer rechazó la sugerencia, ya que ocho nuevas divisiones alemanas estaban detrás del campo de batalla, con otras seis más allá. Más tarde en el día, Plumer tuvo dudas y ordenó al I Anzac Corps que siguiera adelante con el estímulo de Keiberg y el apoyo del II Anzac Corps. El comandante del II Anzac Corps quería avanzar hacia el noreste hacia la aldea de Passchendaele, pero el comandante del Anzac I prefirió esperar hasta que llegara la artillería y las rutas de suministro mejoraran. El comandante del X Corps propuso un ataque hacia el norte desde In de Ster hacia el flanco sur de los alemanes frente al I Anzac Corps. El comandante de la Séptima División se opuso, debido a la incertidumbre sobre la situación y las numerosas bajas sufridas por la 21.ª División en el flanco derecho y Plumer cambió de opinión nuevamente. Durante la mañana, Gough le había dicho a los comandantes de los cuerpos del Quinto Ejército que siguieran adelante, pero cuando llegaron los informes de un rechazo en la colina 19, la orden fue cancelada.

#### Cambios defensivos alemanes
El 7 de octubre, el 4.º Ejército nuevamente dispersó a sus tropas en la zona de defensa delantera. Los batallones de reserva retrocedieron detrás de la línea de protección de artillería y las divisiones de Eingreif se organizaron para intervenir lo más rápido posible una vez que comenzó un ataque, a pesar del riesgo de fuego de artillería británico. Se debía aumentar el fuego de contrabatería para reprimir la artillería británica, para proteger las divisiones de Eingreif a medida que avanzaban. Todas las divisiones alemanas que tenían zonas de frente fueron relevadas y se adelantó una división adicional, porque los avances británicos habían alargado la línea del frente. Sin las divisiones necesarias para una contraofensiva al sur de la meseta de Gheluvelt hacia la colina Kemmel, Rupprecht comenzó a planear una retirada lenta del saliente de Ypres, incluso a riesgo de descubrir posiciones alemanas más al norte y en la costa belga.}}

#### Batalla de Poelcappelle
El primer ejército francés y el segundo y quinto ejércitos británicos atacaron el 9 de octubre, en un frente de 12,3 km, desde el sur de Broodseinde hasta St Jansbeek, para avanzar la mitad de la distancia desde la cresta de Broodseinde hasta Passchendaele, en el frente principal, lo que llevó a muchos bajas en ambos lados. Los avances en el norte del frente de ataque fueron retenidos por tropas británicas y francesas, pero la mayor parte del terreno tomado frente a Passchendaele y en las espuelas de Becelaere y Gheluvelt se perdió por contraataques alemanes. El general William Birdwood escribió más tarde que el regreso de las fuertes lluvias y los deslaves de lodo fue la causa principal de la incapacidad de mantener el terreno capturado. Kuhl concluyó que la lucha tensó el poder de combate alemán hasta el límite, pero que las fuerzas alemanas lograron evitar un avance, aunque cada vez era más difícil reemplazar las pérdidas.

#### Primera batalla de Passchendaele

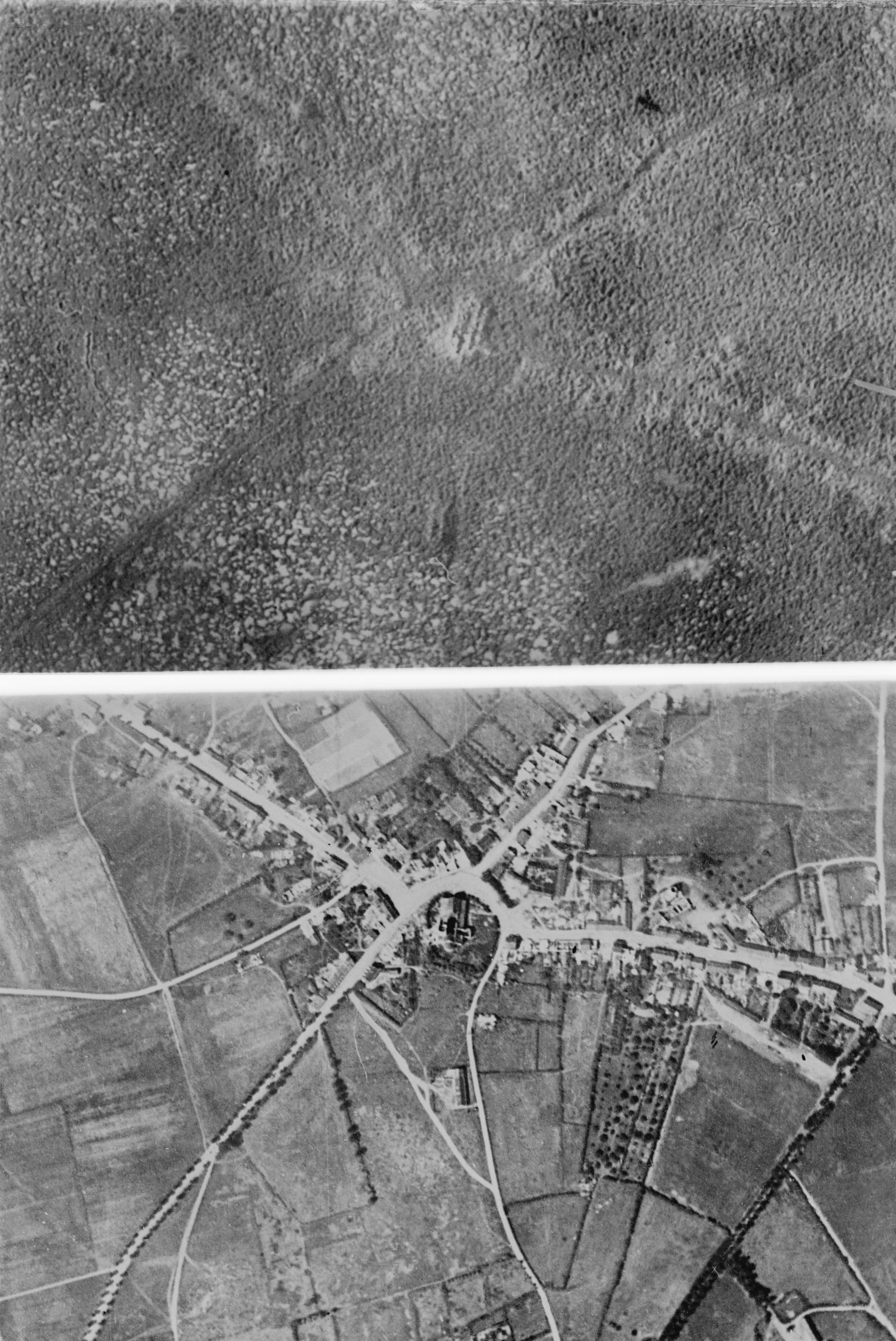
Vista aérea de Passchendaele, antes y después de la batalla.

La Primera batalla de Passchendaele el 12 de octubre fue otro intento aliado de ganar terreno alrededor de Passchendaele. Las fuertes lluvias y el lodo nuevamente dificultaron el movimiento y se pudo acercar poca artillería al frente. Las tropas aliadas estaban agotadas y la moral había caído. Después de un modesto avance británico, los contraataques alemanes recuperaron la mayor parte del terreno perdido frente a Passchendaele, a excepción de un área a la derecha del espolón Wallemolen. Al norte de Poelcappelle, el XIV Cuerpo del Quinto Ejército avanzó a lo largo del Broembeek por los arroyos Watervlietbeek y Stadenrevebeek y la División de Guardias capturó el extremo oeste del espolón Vijwegen, obteniendo una buena observación sobre el extremo sur del Bosque Houthulst. Hubo 13 000 bajas aliadas, incluyendo 2 735 neozelandeses, 845 de los cuales estaban muertos o varados en el barro en tierra de nadie; fue uno de los peores días en la historia militar de Nueva Zelanda.
En una conferencia el 13 de octubre, Haig y los comandantes del ejército acordaron que los ataques se detendrían hasta que mejorara el clima y se pudieran extender los caminos, para llevar más artillería y municiones. La ofensiva debía continuar, alcanzar una línea adecuada para el invierno y mantener la atención alemana en Flandes, con un ataque francés previsto para el 23 de octubre y la operación del Tercer Ejército al sur de Arras programada para mediados de noviembre. La batalla también fue costosa para los alemanes, que perdieron más de 1 000 prisioneros. La 195.ª División alemana en Passchendaele sufrió 3 325 bajas del 9 al 12 de octubre y tuvo que ser relevada por la 238.ª División. Un Ludendorff optimista vio que la cresta de Passchendaele podría ser retenida y ordenó que el 4.º Ejército se mantuviera firme. El 18 de octubre, Kuhl abogó por una retirada lo más al este posible; Armin y Loßberg querían aguantar, porque el suelo más allá de la cuenca Passchendaele era insostenible, incluso en invierno.

#### Combates del 22 de octubre
El 22 de octubre, la 18.ª División (Este) del XVIII Cuerpo atacó el extremo este de Poelcappelle mientras el XIV Cuerpo al norte atacó con la 34.ª División entre los arroyos Watervlietbeek y Broenbeek y la 35.ª División hacia el norte en el bosque Houthulst. El ataque fue apoyado por un regimiento de la 1.ª División francesa en el flanco izquierdo de la 35.ª División y tenía la intención de obstruir un posible contraataque alemán en el flanco izquierdo del Cuerpo canadiense mientras atacaba Passchendaele y su cresta. La artillería de los ejércitos Segundo y Quinto llevó a cabo un bombardeo para simular un ataque general como un engaño. Poelcappelle fue capturado pero el ataque en el cruce entre las divisiones 34 y 35 fue rechazado. Los contraataques alemanes hicieron retroceder a la 35.ª División en el centro, pero el ataque francés capturó todos sus objetivos. Atacando en el suelo cortado por los bombardeos y empapado por la lluvia, los británicos habían luchado por avanzar en algunos lugares y perdieron la capacidad de moverse rápidamente para flanquear los pastilleros. La 35.ª División llegó al borde del bosque Houthulst, pero fue flanqueada y empujada hacia atrás en algunos lugares. Los contraataques alemanes realizados después del 22 de octubre estaban en igual desventaja y eran fracasos costosos. Se impidió que el 4.º Ejército alemán transfiriera tropas del 5.º Ejército y concentrara su fuego de artillería en los canadienses mientras se preparaban para la Segunda Batalla de Passchendaele (26 de octubre - 10 de noviembre de 1917).

#### Batalla de La Malmaison
Después de numerosas solicitudes de Haig, el mariscal Petain comenzó la Batalla de La Malmaison, un ataque francés muy retrasado en Chemin des Dames, por el Sexto Ejército (general Paul Maistre). La preparación de la artillería comenzó el 17 de octubre y el 23 de octubre, los defensores alemanes fueron derrotados rápidamente y los franceses avanzaron hasta 6 km, capturando el pueblo y el fuerte de La Malmaison, ganando el control de la cresta de Chemin des Dames. Los alemanes perdieron 38 000 hombres muertos o desaparecidos y 12 000 prisioneros, junto con 200 armas y 720 ametralladoras, contra 14 000 bajas francesas, menos de un tercio del total alemán. Los alemanes tuvieron que retirarse de sus posiciones restantes en Chemin des Dames al norte del Valle de Ailette a principios de noviembre. Haig estaba satisfecho con el éxito francés, pero lamentaba la demora, que había disminuido su efecto en las operaciones de Flandes.

#### Segunda batalla de Passchendaele

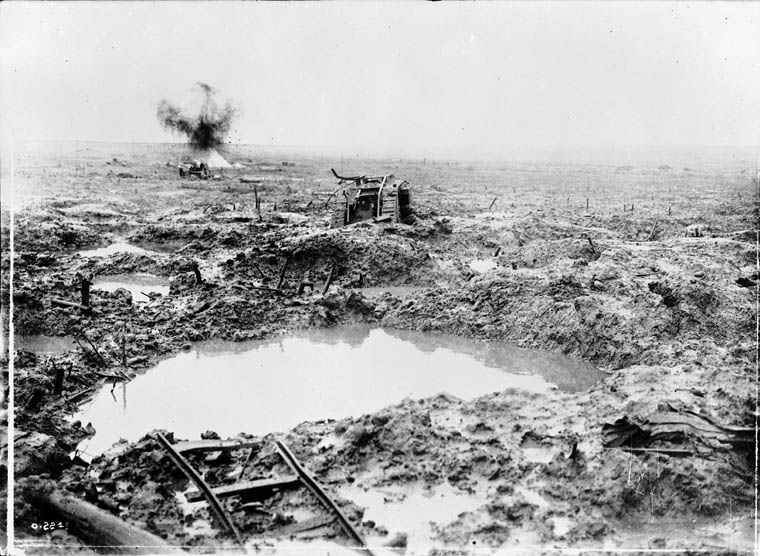
Un tanque Mark IV hundido en el barro de Passchendaele.

El Quinto Ejército británico realizó operaciones menores del 20 al 22 de octubre para mantener la presión sobre los alemanes y apoyar el ataque francés en La Malmaison, mientras que el Cuerpo canadiense se preparó para una serie de ataques del 26 de octubre al 10 de noviembre. Las cuatro divisiones del Cuerpo Canadiense habían sido transferidas al saliente de Ypres desde Lens, para capturar Passchendaele y la cresta. Los canadienses relevaron al II Cuerpo del Anzac el 18 de octubre y descubrieron que la línea del frente era casi la misma que la ocupada por la 1.ª División canadiense en abril de 1915. La operación canadiense consistía en tres ataques limitados, el 26 de octubre, el 30 de octubre y el 6 de noviembre. El 26 de octubre, la 3.ª División canadiense capturó su objetivo en Wolf Copse, luego balanceó su flanco norte para unirse con la división adyacente del Quinto Ejército. La 4.ª División canadiense capturó sus objetivos, pero se vio obligada a retirarse lentamente de Decline Copse, contra los contraataques alemanes y las fallas de comunicación entre las unidades canadienses y australianas del sur.
La segunda etapa comenzó el 30 de octubre, para completar la etapa anterior y obtener una base para el asalto final en Passchendaele. Los atacantes en el flanco sur capturaron rápidamente Crest Farm y enviaron patrullas más allá del objetivo final a Passchendaele. El ataque contra el flanco norte se encontró nuevamente con una resistencia alemana excepcional. La 3.ª División canadiense capturó Vapor Farm en el límite del cuerpo, Furst Farm al oeste de Meetcheele y la encrucijada en Meetcheele, pero no alcanzó su objetivo. Durante una pausa de siete días, el Segundo Ejército se hizo cargo de otra sección del frente del Quinto Ejército adyacente al Cuerpo canadiense. Tres días sin lluvia del 3 al 5 de noviembre facilitaron la preparación para la siguiente etapa, que comenzó en la mañana del 6 de noviembre, con la 1.ª División canadiense y la 2.ª División canadiense. En menos de tres horas, muchas unidades alcanzaron sus objetivos finales y Passchendaele fue capturado. El Cuerpo Canadiense lanzó una acción final el 10 de noviembre, para obtener el control de las tierras altas restantes al norte de la aldea cerca de la colina 52.

### Diciembre

#### Noche del 1-2 de diciembre de 1917
El 18 de noviembre, el VIII Cuerpo situado a la derecha y el II Cuerpo a la izquierda (norte) del saliente de Passchendaele tomaron el control del Cuerpo canadiense. El área fue sometida a constantes bombardeos de artillería alemana y su vulnerabilidad al ataque llevó a una sugerencia del general de brigada C.F. Aspinall, de que los británicos deberían retirarse al lado oeste de la meseta de Gheluvelt o avanzar para ampliar el saliente hacia Westroosebeke. Ampliar el saliente haría que las tropas en él fueran menos vulnerables al fuego de artillería alemán y proporcionaría un mejor salto fuera de línea para la reanudación de la ofensiva en la primavera de 1918. Los británicos atacaron Westroozebeke en la noche del 1-2 de diciembre, pero el plan de engañar a los alemanes al no bombardear las defensas alemanas hasta ocho minutos después de que la infantería comenzase, falló. El ruido de la asamblea británica y la dificultad de moverse por terrenos fangosos y anegados también habían alertado a los alemanes. A la luz de la luna, los alemanes habían visto a las tropas británicas cuando todavía estaban a 180 m de distancia. Se capturó algo de terreno y se tomaron alrededor de 150 prisioneros, pero el ataque a los reductos fracasó y no se logró la observación sobre las cabezas de los valles en los lados este y norte de la cresta.

#### Acción sobre el espolón de Polderhoek
El ataque contra el espolón de Polderhoek el 3 de diciembre de 1917 fue una operación local del 4.º Ejército británico (renombrado del 2.º Ejército el 8 de noviembre). Dos batallones de la 2.ª Brigada neozelandesa de la División de Nueva Zelanda atacaron la cresta baja, desde la cual los observadores alemanes pudieron ver el área desde Cameron Covert hacia el norte y la carretera de Menin hacia el suroeste. Un avance neozelandés de 550 m en un frente de 370 m protegería el área al norte del arroyo Reutelbeek de los observadores alemanes en el espolón Gheluvelt. La artillería pesada bombardeó las ruinas del Château Polderhoek y los fortines en los terrenos para engañar a los defensores y el ataque se realizó a la luz del día como una artimaña para sorprender a los alemanes, que estarían al abrigo de los bombardeos de rutina. Los bombardeos de humo y gas en Gheluvelt y Becelaere en los flancos y el ataque de infantería comenzaron al mismo tiempo que el bombardeo "de rutina". La artimaña fracasó, un poco de fuego de artillería británico cayó sobre los neozelandeses y los alemanes atacaron a los atacantes con fuego de armas pequeñas desde el espolón de Polderhoek y la cresta Gheluvelt. Un fuerte viento del oeste arruinó las pantallas de humo y la artillería británica no pudo reprimir las ametralladoras alemanas. Los artilleros de Nueva Zelanda rechazaron un contraataque, pero la infantería de Nueva Zelanda estaba a 140 m del primer objetivo; otro intento después del anochecer fue cancelado debido a la luna llena y la llegada de refuerzos alemanes.

## Consecuencias

### Análisis
| Fecha               | N.º     |
| ------------------- | ------- |
| 21–31 de julio      | 30 000  |
| 1–10 de agosto      | 16 000  |
| 11–21 de agosto     | 24 000  |
| 21–31 de agosto     | 12 500  |
| 1–10 de septiembre  | 4 000   |
| 11–20 de septiembre | 25 000  |
| 21–30 de septiembre | 13 500  |
| 1–10 de octubre     | 35 000  |
| 11–20 de octubre    | 12 000  |
| 21–31 de octubre    | 20 500  |
| 1–10 de noviembre   | 9 500   |
| 11–20 de noviembre  | 4 000   |
| 21–30 de noviembre  | 4 500   |
| 1–10 de diciembre   | 4 000   |
| 11–31 de diciembre  | 2 500   |
| Total               | 217 000 |

En una publicación del Estado Mayor alemán, se escribió que "la batalla de Flandes de 1917 había llevado a Alemania a una destrucción segura (sicheren Untergang)". En sus Memorias de 1938, Lloyd George escribió: "Passchendaele fue, de hecho, uno de los mayores desastres de la guerra... Ningún soldado suficientemente inteligente defendería ahora esta campaña sin sentido...". En 1939, G. C. Wynne escribió que los británicos finalmente llegaron a la cresta de Passchendaele y capturaron a Flandern I Stellung, pero más allá de ellos estaban Flandern II Stellung y Flandern III Stellung. Las bases submarinas alemanas en la costa no habían sido capturadas, pero el objetivo de desviar a los alemanes de los franceses más al sur, mientras se recuperaban de la ofensiva de Nivelle en abril, había tenido éxito. En 1997, Paddy Griffith escribió que el sistema de mordida y retención se mantuvo en movimiento hasta noviembre, porque la Fuerza Expedicionaria Británica (BEF) había desarrollado un sistema viable de tácticas ofensivas, contra las cuales los alemanes finalmente no tuvieron respuesta. Una década más tarde, Jack Sheldon escribió que las cifras relativas de bajas eran irrelevantes, porque el ejército alemán no podía permitirse las pérdidas o perder la iniciativa al verse obligado a pelear otra batalla defensiva por decisión de los Aliados. La Tercera Batalla de Ypres había inmovilizado al ejército alemán en Flandes y había causado bajas insostenibles.
En 2018, Jonathan Boff escribió que después de la guerra, los historiadores oficiales del Reichsarchiv, muchos de los cuales eran ex oficiales de personal, escribieron sobre los cambios tácticos después del 26 de septiembre y su desguace después de la Batalla de Broodseinde el 4 de octubre, como el trabajo de Loßberg. Al culpar a un individuo, se exculpó al resto de los comandantes alemanes, lo que dio una falsa impresión de que el Oberste Heeresleitung (OHL) operaba de manera racional, cuando Ludendorff impuso otro esquema defensivo el 7 de octubre. Boff escribió que esta narración era fácil y que evitaba el problema que enfrentaban los alemanes a fines de 1917. El OHL había emitido órdenes de cambiar de táctica nuevamente días antes de que Loßberg fuera acusado de dar nuevas órdenes al 4.º Ejército. Boff también dudaba de que todas las divisiones en Flandes pudieran actuar sobre los cambios de arriba hacia abajo. La 119.ª División estuvo en primera línea del 11 de agosto al 18 de octubre y respondió que las nuevas tácticas eran difíciles de implementar debido a la falta de capacitación. El ritmo de los ataques británicos y el efecto de la deserción significaron que, aunque se enviaron seis divisiones al 4.º Ejército antes del 10 de octubre, eran unidades novatas deficientes en entrenamiento o formaciones veteranas con baja moral después de derrotas anteriores; buenas divisiones se habían diluido con demasiados reemplazos. Boff escribió que los alemanes buscaban conscientemente cambios tácticos para un dilema operacional por falta de una alternativa. El 2 de octubre, Rupprecht había ordenado al Cuartel General del 4.º Ejército que evitara el comando de centralización excesiva, solo para descubrir que Loßberg había emitido un plan de artillería que detallaba el despliegue de baterías individuales.
En una conferencia británica el 13 de octubre, se discutió un esquema del Tercer Ejército (general Julian Byng) para un ataque a mediados de noviembre. Byng quería que las operaciones en Ypres continuaran, para retener a las tropas alemanas en Flandes. La batalla de Cambrai comenzó el 20 de noviembre y los británicos rompieron las dos primeras partes de la línea Hindenburg, en el primer uso masivo exitoso de tanques en una operación de armas combinadas. La experiencia del fracaso en contener los ataques británicos en Ypres y la reducción drástica en áreas del frente occidental que podrían considerarse "silenciosas" después de la sorpresa del tanque y la artillería en Cambrai, dejó al OHL con pocas opciones más que volver a una estrategia de la victoria decisiva en 1918. El 24 de octubre, el 14.º Ejército Austro-Alemán (General der Infanterie Otto von Below), atacó al Segundo Ejército italiano en el Isonzo en la Batalla de Caporetto y en 18 días, causó bajas de 650 000 hombres y 3 000 armas. Temiendo que Italia fuera expulsada de la guerra, los gobiernos francés y británico ofrecieron refuerzos. Las tropas británicas y francesas se trasladaron rápidamente del 10 de noviembre al 12 de diciembre, pero la desviación de recursos del BEF obligó a Haig a concluir la Tercera Batalla de Ypres antes de Westrozebeke, el último ataque británico sustancial realizado el 10 de noviembre.

### Bajas
Se han publicado varias cifras de víctimas, a veces con acritud; las estimaciones más altas de víctimas británicas y alemanas parecen estar desacreditadas. En la historia oficial, el general brigadier James Edmonds calculó las bajas británicas en 244 897 y escribió que no había cifras alemanas equivalentes disponibles, estimando las pérdidas alemanas en 400 000. Edmonds consideró que era necesario agregar un 30 por ciento a las cifras alemanas, para hacerlas comparables a los criterios de registro de víctimas británicos. En 2007, Jack Sheldon escribió que aunque las bajas alemanas del 1 de junio al 10 de noviembre fueron 217 194, una cifra disponible en el Volumen III del Sanitätsbericht (Informe médico, 1934), Edmonds puede no haberlas incluido ya que no encajaban en su caso. Sheldon registró 182 396 soldados levemente heridos y enfermos que no atacaron la fuerza de la unidad, lo que si se incluía, provocaría 399 590 bajas alemanas. La afirmación británica de haber tomado 24 065 prisioneros no ha sido discutida. En 1940, C. R. M. F. Cruttwell registró 300 000 bajas británicas y 400 000 alemanas. Leon Wolff, en 1958, dio bajas alemanas como 270 713 y 448 688 británicas. En 1959, Cyril Falls estimó 240 000 bajas británicas, 8 525 francesas y 260 000 alemanas.
John Terraine siguió a Falls en 1963, pero no aceptó que las pérdidas alemanas fueran tan altas como 400 000. A. J. P. Taylor en 1972, escribió que Edmonds había realizado un "truco de magia" en las figuras y que nadie creía en estos "cálculos absurdos". Taylor puso a los británicos heridos y muertos en 300 000 y las pérdidas alemanas a 200 000. En 1977, Terraine argumentó que era necesario agregar el veinte por ciento a las cifras alemanas para algunos hombres levemente heridos, que habrían sido incluidos bajo los criterios británicos de bajas, lo que hace que las bajas alemanas sean 260 400. Terraine refutó a Wolff (1958), quien a pesar de escribir que 448 614 bajas británicas fue el total de la BEF para la segunda mitad de 1917, no dedujo deducir 75 681 bajas para la Batalla de Cambrai, según las estadísticas oficiales de las cuales citó o "desperdicio normal", con un promedio de 35 000 por mes en períodos "tranquilos". Prior y Wilson, en 1997, dieron pérdidas británicas de 275 000 y bajas alemanas en poco menos de 200 000. En 1997, Heinz Hagenlücke dio c. 217,000 bajas alemanas. Gary Sheffield escribió en 2002 que Richard Holmes supuso que ambas partes sufrieron 260 000 bajas, lo que le pareció correcto.

### Operaciones posteriores

#### Invierno, 1917–1918
El área al este y al sur de las ruinas de la aldea Passchendaele estaba ocupada por postes, los del este eran bastante habitables, a diferencia de los del sur; desde Passchendaele hasta Potijze, el terreno era mucho peor. Cada brigada pasó cuatro días en primera línea, cuatro en apoyo y cuatro en reserva. El área estaba tranquila aparte del fuego de artillería y en diciembre el clima se volvió frío y nevoso, lo que implicó un gran esfuerzo para evitar el pie de trinchera. En enero, los períodos más fríos fueron seguidos por períodos más cálidos, uno que comenzó el 15 de enero con lluvias torrenciales y vientos huracanados, arrastrando caminos de tablas. Las condiciones en el saliente mejoraron con la finalización de las rutas de transporte y la renovación de los fortines alemanes. Ambas partes atacaron y los británicos utilizaron fuego de ametralladoras nocturnas y bombardeos de artillería con gran efecto. En la noche del 3 de marzo de 1918, dos compañías de la 8.ª División allanaron la cabaña Teal, apoyada por un aluvión de humo y metralla, mataron a muchos de la guarnición y tomaron seis prisioneros por un hombre herido. Un ataque alemán el 11 de marzo fue rechazado; después de eso, los alemanes no hicieron más ataques, manteniendo frecuentes bombardeos de artillería y ametralladoras. Cuando los ejércitos alemanes más al sur comenzaron la ofensiva de primavera el 21 de marzo de 1918, se enviaron al sur "buenas" divisiones en Flandes; La 29.ª División fue retirada el 9 de abril y transferida al Lys.

#### Retirada de 1918
El 23 de marzo, Haig ordenó a Plumer hacer planes de contingencia para acortar la línea y liberar tropas para los otros ejércitos. Se habían enviado divisiones gastadas del sur a Flandes para recuperarse más cerca de la costa. El 11 de abril, Plumer autorizó la retirada del flanco sur del 2.º Ejército. El 12 de abril, el Cuartel General del VIII Cuerpo ordenó que comenzara el retiro de infantería esa noche y la 59.ª División fue reemplazada por parte de la 41.ª División y transferida al sur. El II Cuerpo había comenzado a retirar su artillería al mismo tiempo que el VIII Cuerpo en la noche del 11-12 de abril y ordenó a las divisiones 36.ª y 30.ª conformarse con la retirada del VIII Cuerpo, que se completaron antes del 13 de abril, sin interferencia alemana. El 13 de abril, Plumer acordó retirarse en el lado sur del saliente a una línea desde el monte Kemmel hasta Voormezeele (4 km al sur de Ypres), White Château (1.6 km al este de Ypres) y la cresta Pilckem. El diario del 4.º Ejército registró que la retirada se descubrió a las 04:40. Al día siguiente, en la batalla de Merckem, los alemanes atacaron desde el bosque Houthulst, al noreste de Ypres y capturaron a Kippe, pero fueron obligados a salir por contraataques belgas, apoyados por la artillería del II Cuerpo. En la tarde del 27 de abril, el extremo sur de la línea de avanzada del 2.º Ejército fue conducido cerca de Voormezeele y se estableció otra línea de avanzada británica al noreste de la aldea.

### Conmemoración

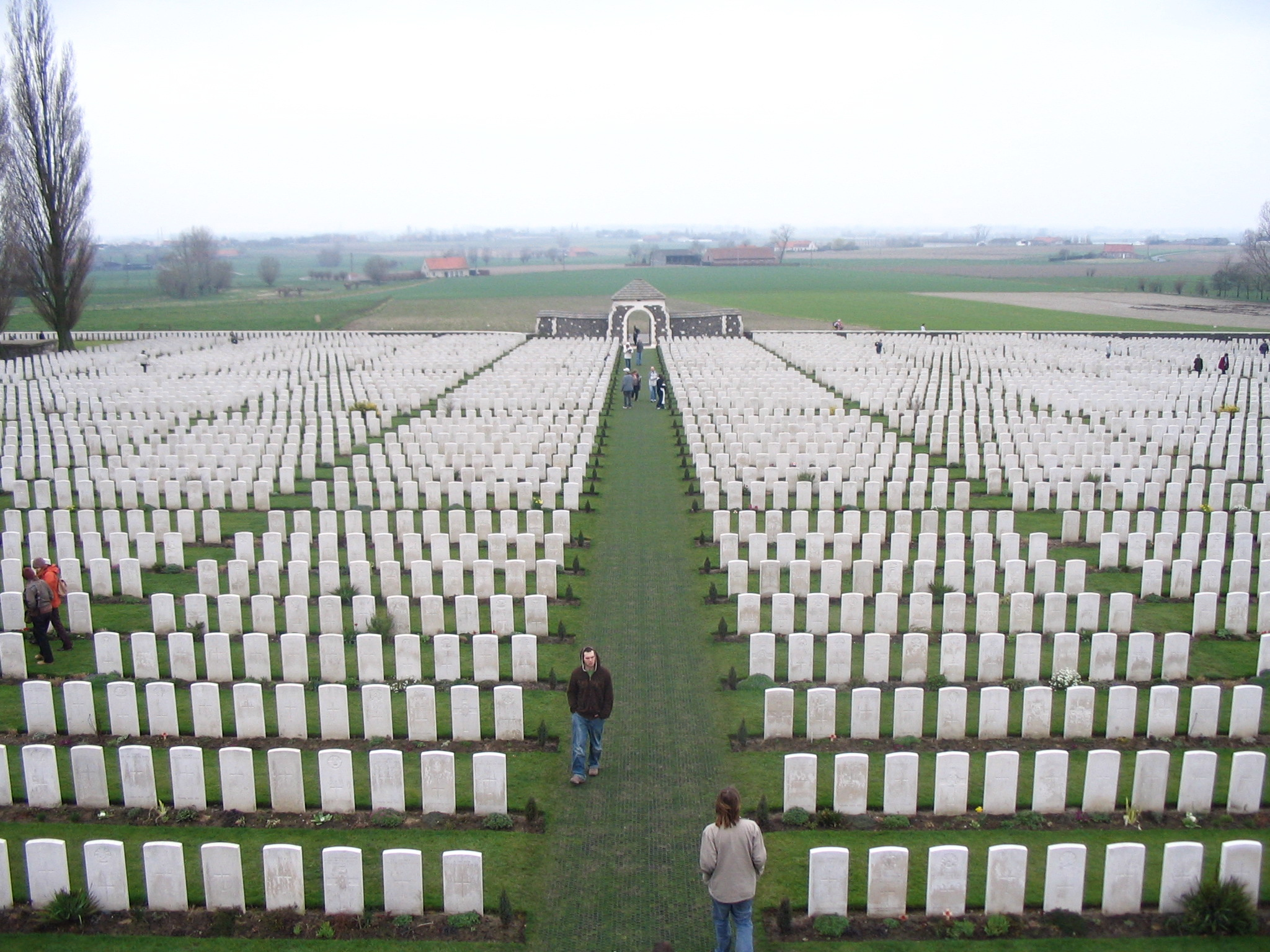
Cementerio militar de la Commonwealth Tyne Cot y monumento a los caídos.

La Puerta de Menin conmemora a los caídos de todas las naciones de la Commonwealth (excepto Nueva Zelanda) que murieron en el saliente de Ypres y no tienen una tumba conocida. En el caso del Reino Unido, solo las víctimas antes del 16 de agosto de 1917 se conmemoran en el monumento. Los militares del Reino Unido y Nueva Zelanda que murieron después de esa fecha figuran en el monumento en el cementerio Tyne Cot. Hay un monumento conmemorativo de Nueva Zelanda donde las tropas de Nueva Zelanda lucharon en la cresta Gravenstafel el 4 de octubre, ubicado en Roeselarestraat. Hay numerosos tributos y monumentos conmemorativos en Australia y Nueva Zelanda a los soldados del Anzac que murieron en la batalla, incluidas placas en las estaciones de ferrocarril de Christchurch y Dunedin. La participación del Cuerpo Canadiense en la Segunda Batalla de Passchendaele se conmemora con el Memorial Passchendaele en el sitio de la Granja Crest en la franja suroeste de la aldea Passchendaele.
Uno de los monumentos más nuevos que se dedicará a la contribución de lucha de un grupo es el monumento de la Cruz Celta, que conmemora la contribución escocesa a la lucha en Flandes durante la Gran Guerra. Este monumento está en la cresta Frezenberg, donde la novena división (escocesa) y la decimoquinta división (escocesa) lucharon durante la tercera batalla de Ypres. El monumento fue dedicado por Linda Fabiani, Ministra para Europa del Parlamento escocés, a fines del verano de 2007, el 90 aniversario de la batalla. En julio de 2017 se organizó un evento de dos días en Ypres para conmemorar el centenario de la batalla. Miembros de la familia real británica y la primera ministra Theresa May se unieron a las ceremonias, que comenzaron en la noche del 30 de julio con el servicio en la Puerta de Menin, seguido de ceremonias en la Plaza del Mercado. Al día siguiente, se celebró una ceremonia en el cementerio Tyne Cot, encabezado por el Príncipe de Gales.